# Brönnestads kyrka
Brönnestads kyrka är en kyrkobyggnad i kyrkbyn Brönnestad. Den är församlingskyrka i Sösdala församling i Lunds stift.

## Byggnadshistoria

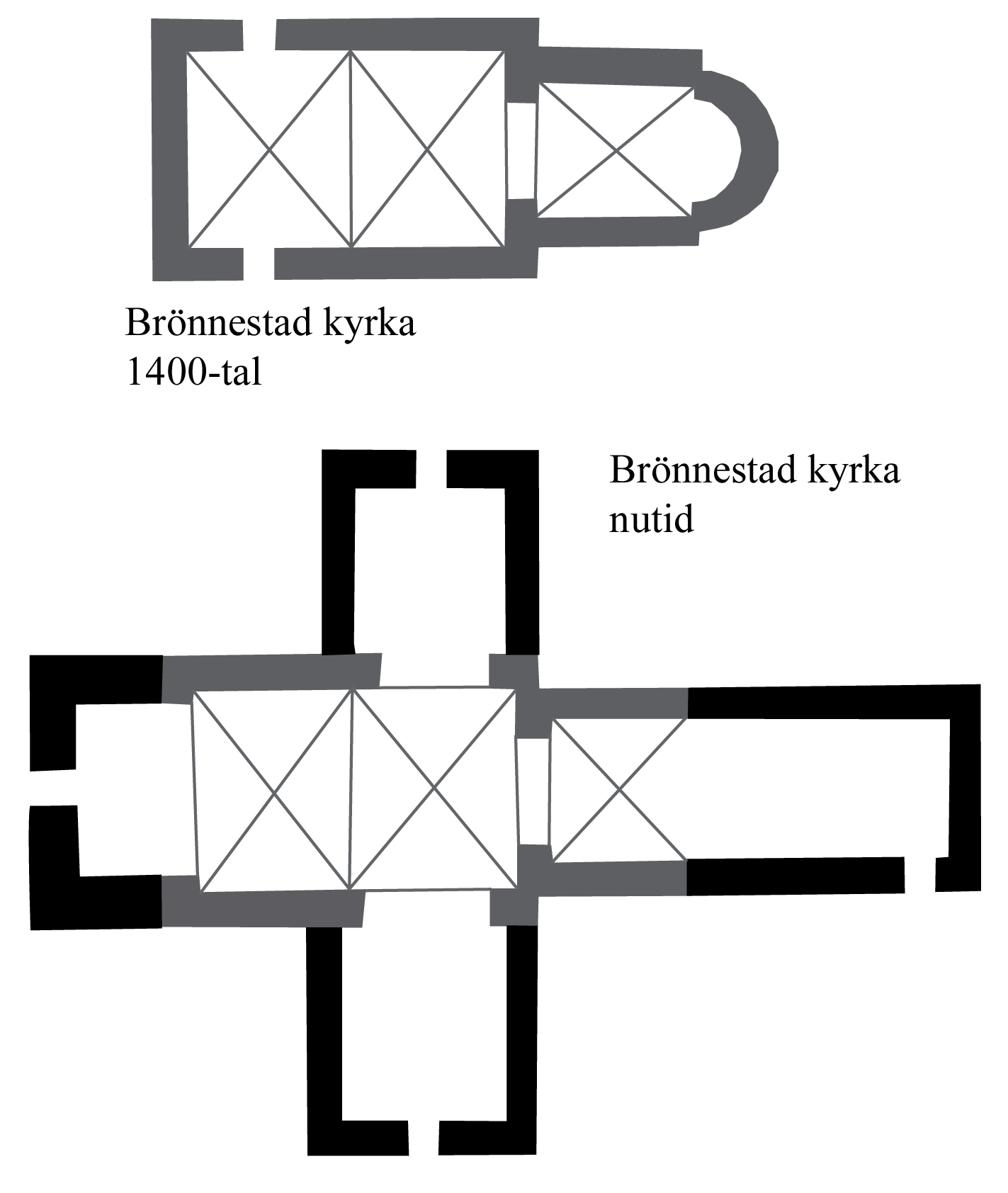

Kyrkan är byggd vid mitten av på 1100-talet och hade ursprungligen en absid, ett kor och ett långhus. Två ingångar fanns, kvinnornas ingång i norr och männens i söder.  De norra ingången igenmurades redan under medeltiden men en djup nisch visar i dag dess placering. Den södra ingången ledde ut till ett vapenhus från senmedeltiden.
Under senmedeltiden efter mitten av 1400-talet förlängdes kyrkan mot väster. De tjocka väggarna här i väster antyder att man då uppfört eller planerat att uppföra ett västtorn. Kyrkklockorna hänger i dag i den inklädda klockstapeln öster om kyrkan. Kyrkstapelns timmer är genom dendrokronologisk analys bestämd till vintern 1491-1492. I stapeln hänger två kyrkklockor; storklockan omstöpt 1728 och lillklockan 1776. Innan omstöpningen noterade man den äldre storklockans inskription och graverade in denna i den nya. Klockan var ursprungligen gjuten 1395. 
På 1690-talet uppfördes den norra tillbyggnaden, vilken kom att kallas ”Nyia kykian”. 1734-1735 revs absiden och ersattes med ett långt och rakslutande kor. Initiativtagare var ryttmästaren Casper Ehrenborg på Hovdala slott. I korets källare inrättade han en rymlig gravkammare för sin familj och släkt.
1871 nedrevs vapenhuset och den gamla sydportalen omvandlades till ett fönster. I stället uppfördes en större tillbyggnad i söder.

## Inventarier
Dopfunten är av sandsten från 1100-talet. Den är dekorerad med tidstypiska motiv i form av repstavar, palmetter och våglinjer. Funten har ett uttömningshål för dopvattnet. Ett tillhörande dopfat är ett sydtyskt arbete från 1600-talet.
Triumfkrucifixet är troligtvis från 1400-talets slut. Den ursprungliga bemålningen ersattes 1701 av Kristianstadsmålaren Cornelius Hendricksson.
Altaruppsatsen och predikstolen är tillverkade av ”provinsialbildhuggaren” Johan Ullberg från Finja. Han hade 1763 fått uppdraget och tre år senare var arbetet slutfört. Altaruppsatsen har dock förändrats 1880 av Hässleholmssnickaren Johan Sommarin. Han ersatte Ullbergs träsnidade tavla med en målning, utförd av Eva Ehrenborg på Hovdala, och samtidigt förhöjde han altaruppsatsen. 
Predikstolen från 1766 ersatte en predikstol som 1588 ska ha uppsatts av modern till kung Kristian IV:s ungdomsvän Sivert Grubbe, ägare till Hovdala slott. Över predikstolen sitter Ehrenborgska och Conowska vapnen vilket visar ägarsläkterna på Hovdala.
I koret står en skriftestol från cirka 1672. Under 1600-taket fanns i många kyrkors kor sådana här skriftestolar. Som namnet anger användes de när skriftermål skulle avges inför prästen.  

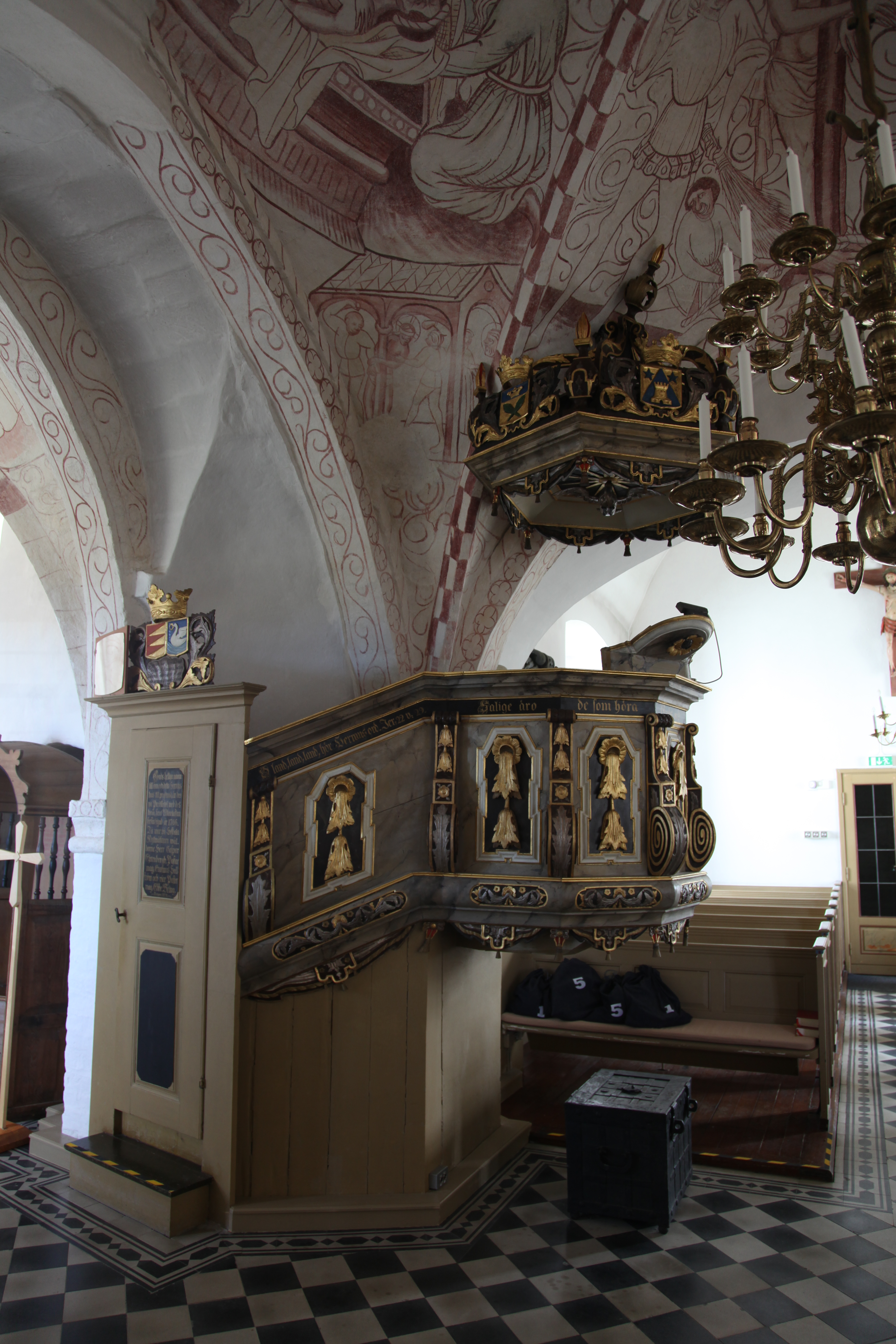
Predikstol
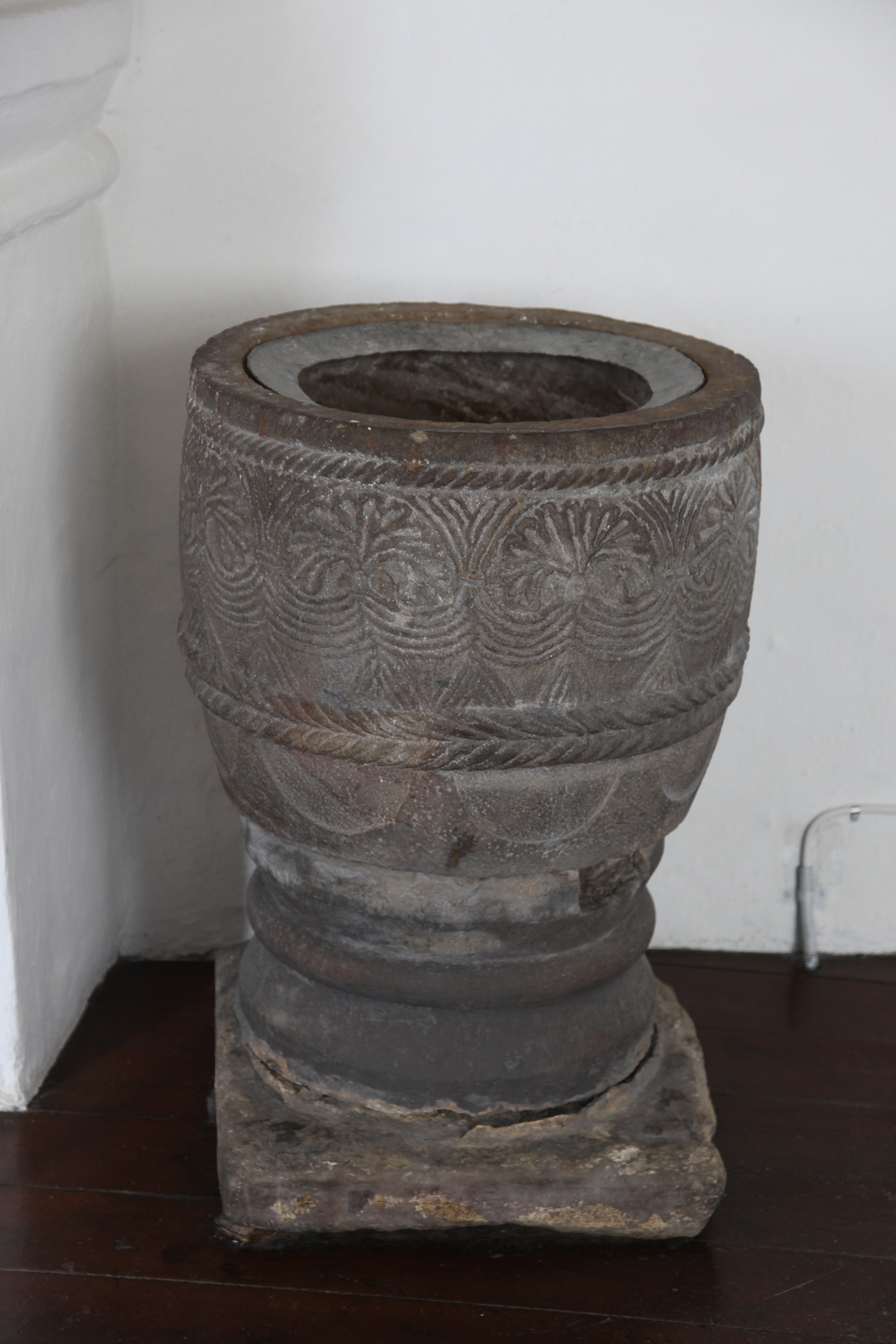
Dopfunt
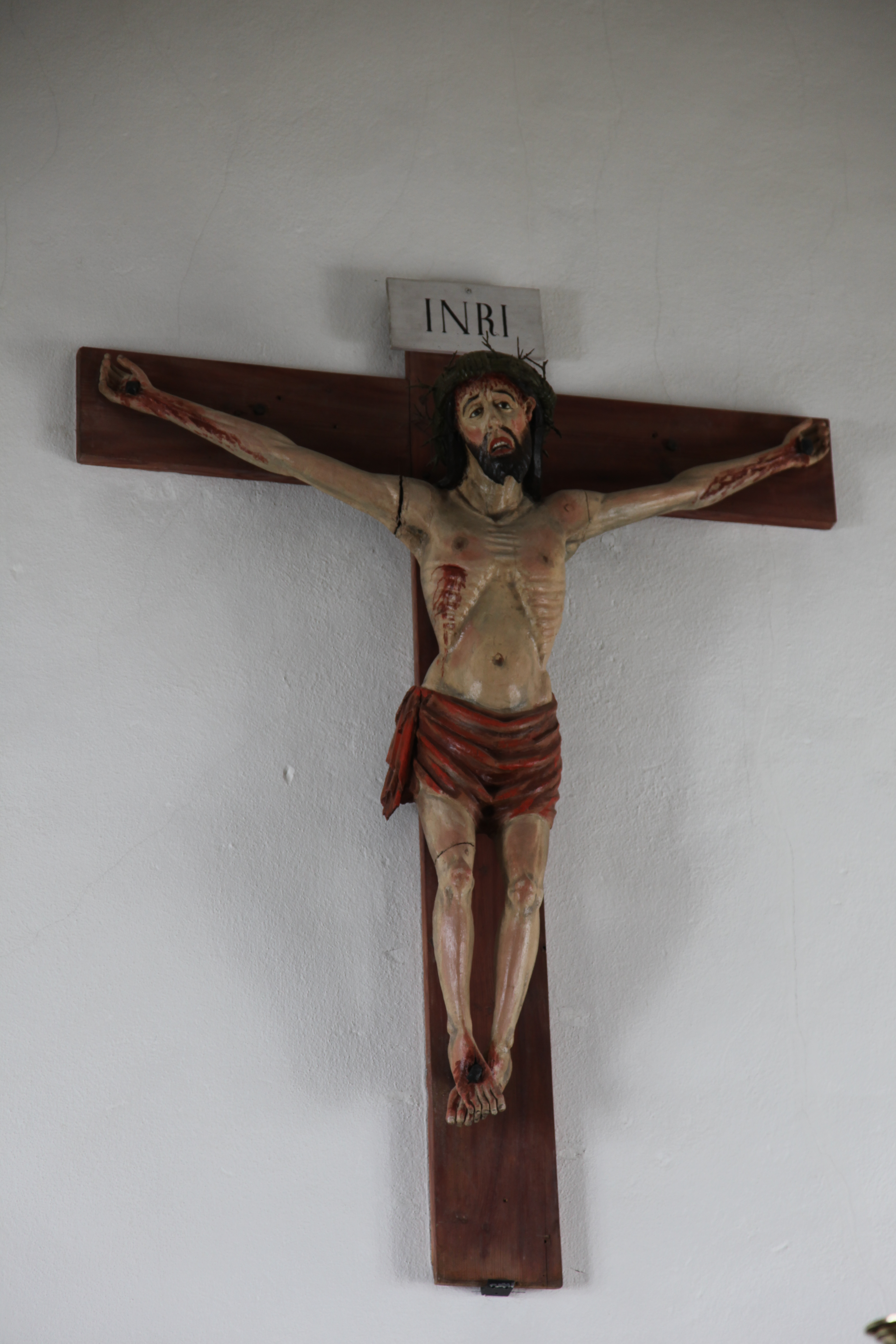
Triumfkrucifix

### Orgel
- 1874 byggde Knud Olsen, Köpenhamn en orgel med 8 stämmor.
- Den nuvarande orgeln byggdes 1963 av A. Mårtenssons Orgelfabrik AB, Lund och är en mekanisk orgel.

| Huvudverk I     | Svällverk II      | Pedal      | Koppel |
| Rörflöjt 8'     | Spetsgamba 8´     | Subbas 16´ | I/P    |
| Principal 4'    | Nachthorn 4'      | Oktava 8´  | II/P   |
| Täckflöjt 4'    | Koppelflöjt 4'    |            | II/I   |
| Blockflöjt 2'   | Principal 2'      |            |        |
| Mixtur 3-4 chor | Kvinta 1 1/3'     |            |        |
|                 | Crescendosvällare |            |        |

## Kalkmålningarna

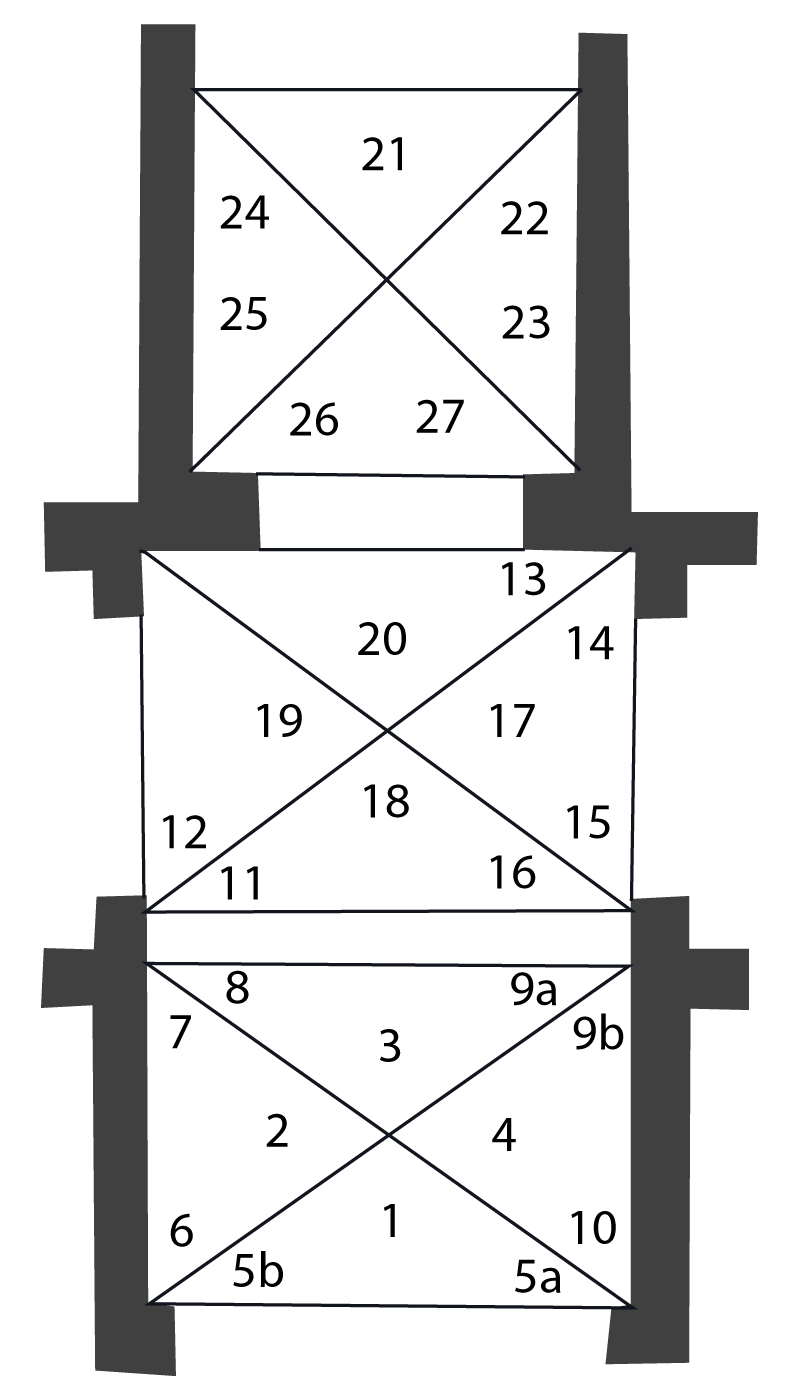
Plan över målningsmotiven.

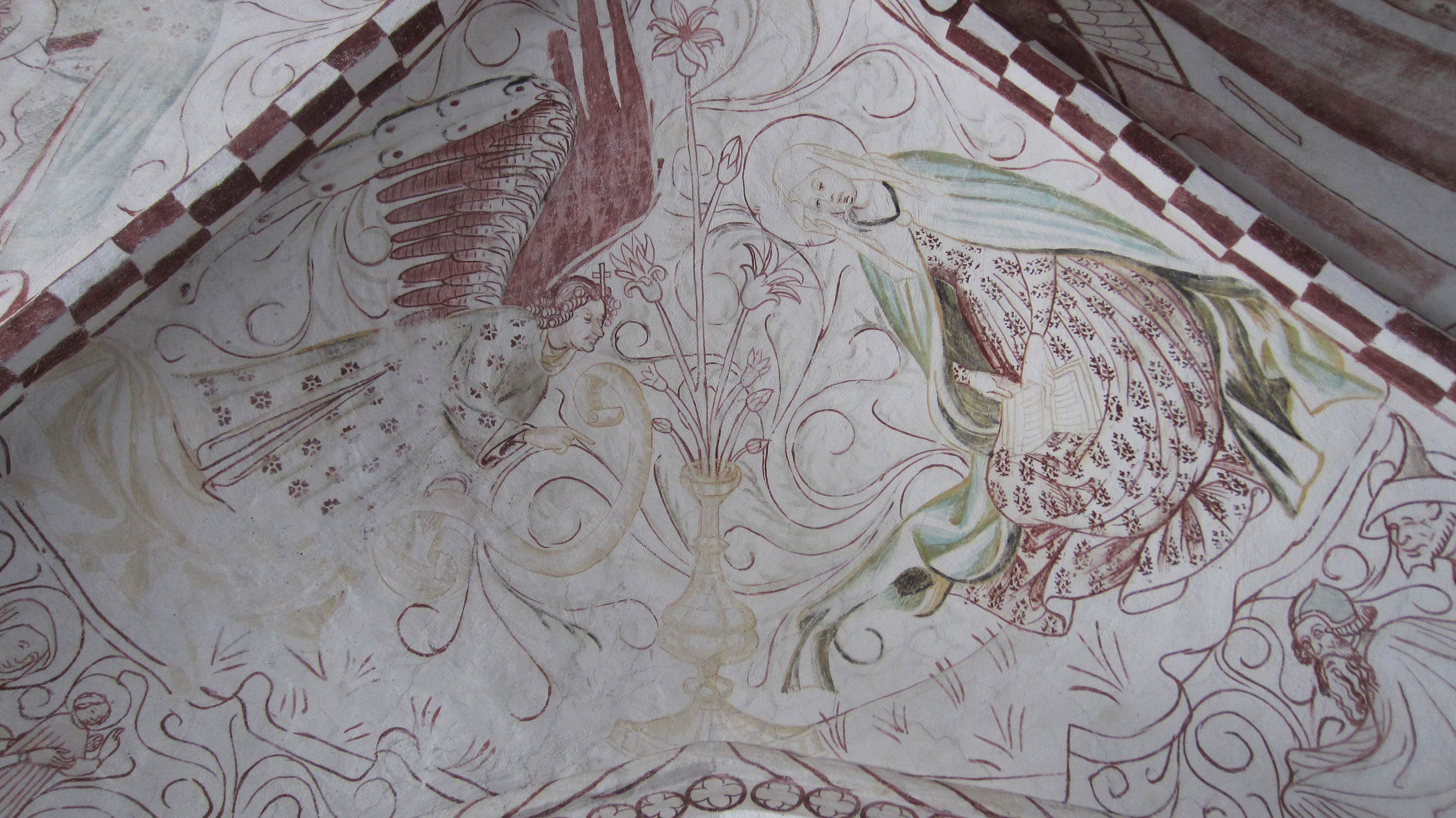
Valvmålningarna scen 1.

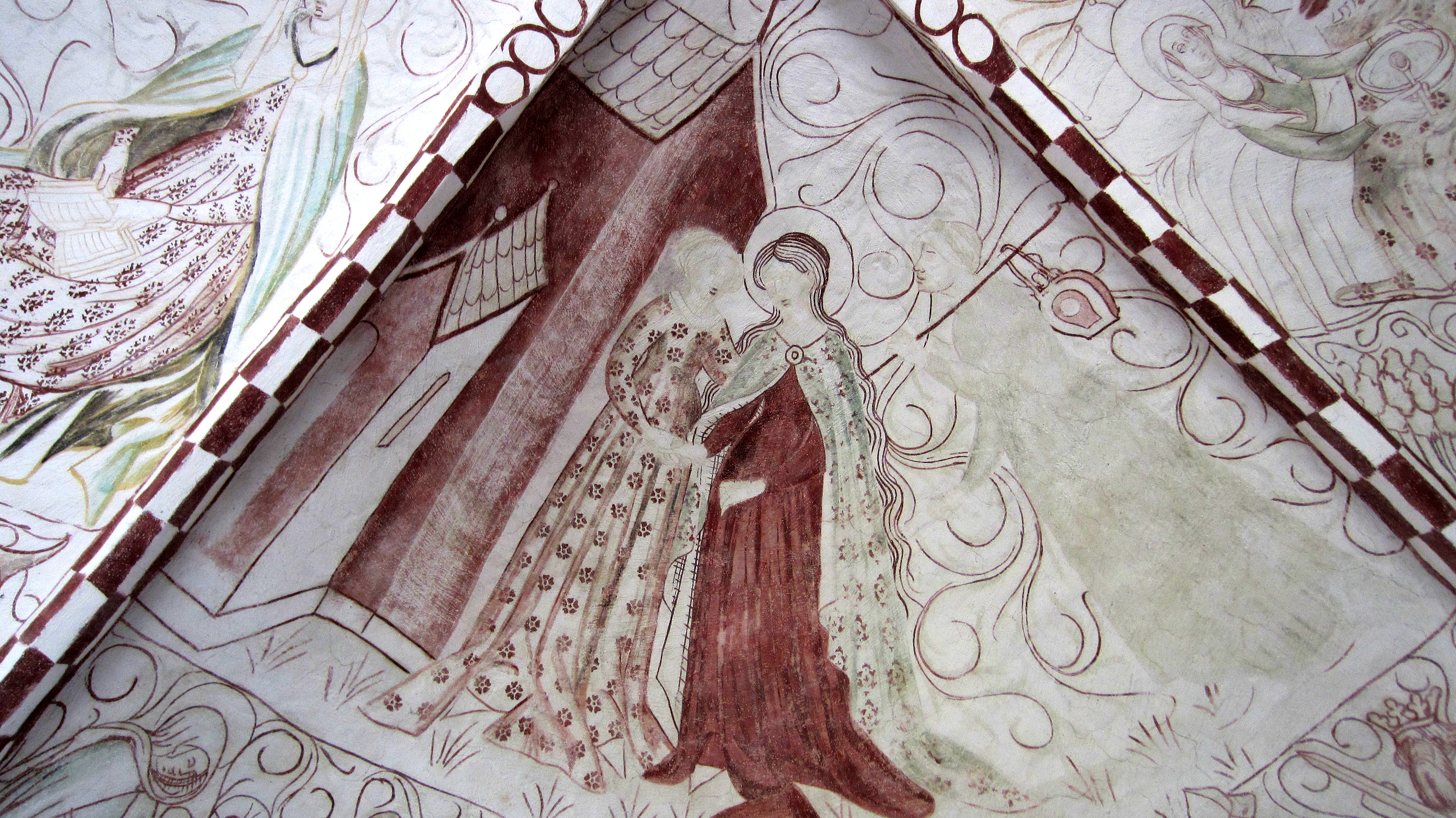
Valvmålningarna scen 2.

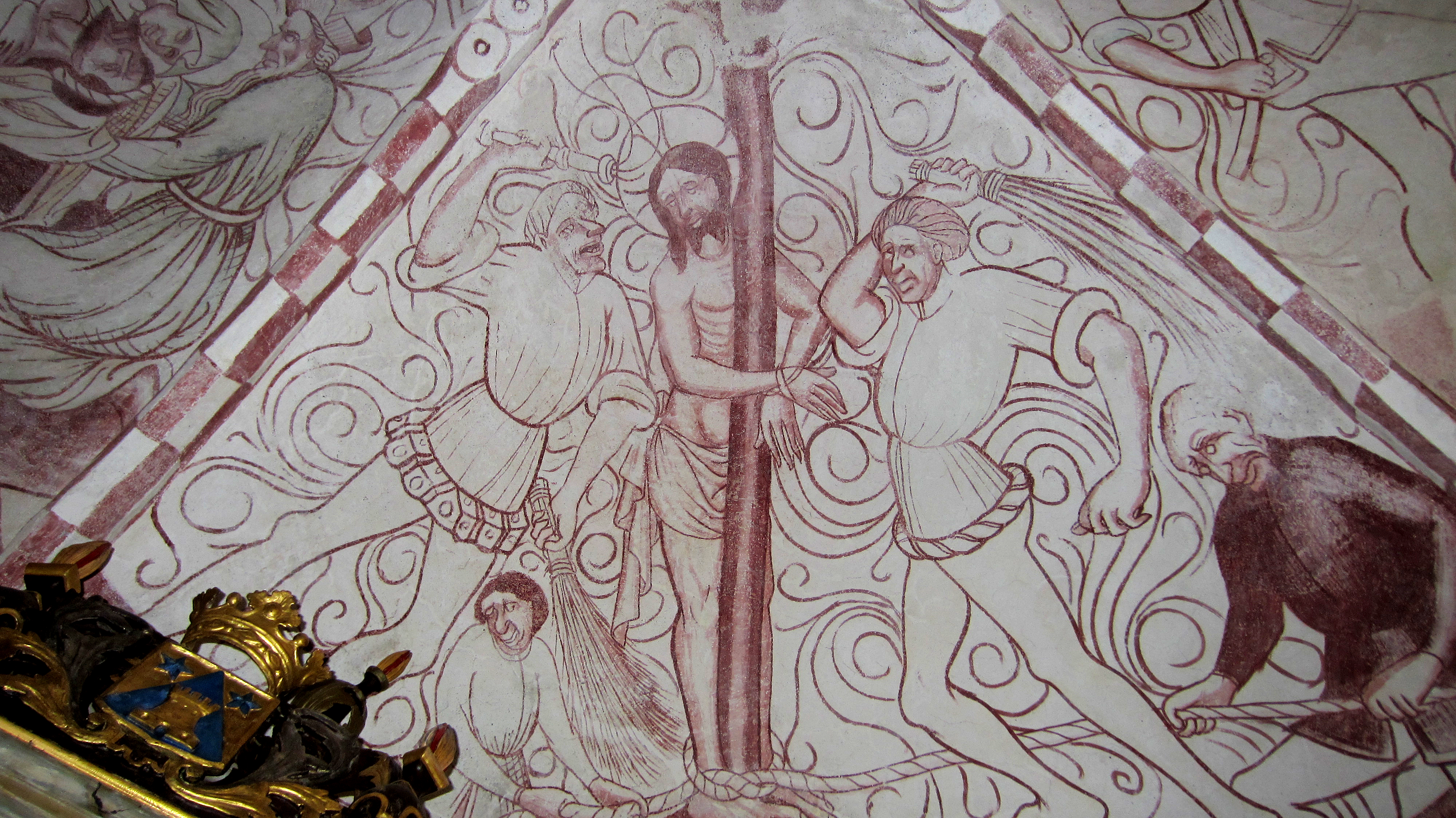
Valvmålningarna scen 17.

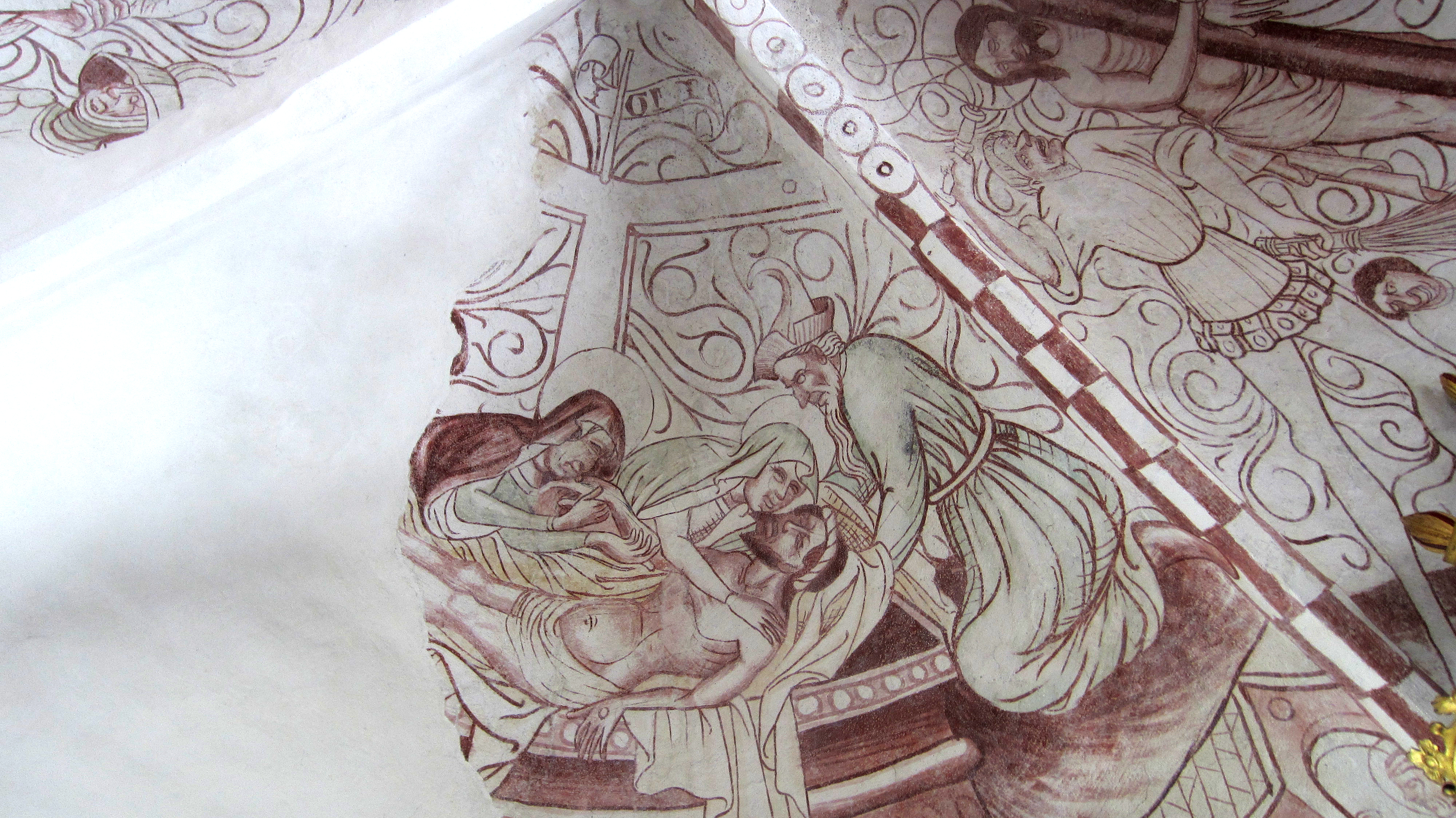
Valvmålningarna scen 20.

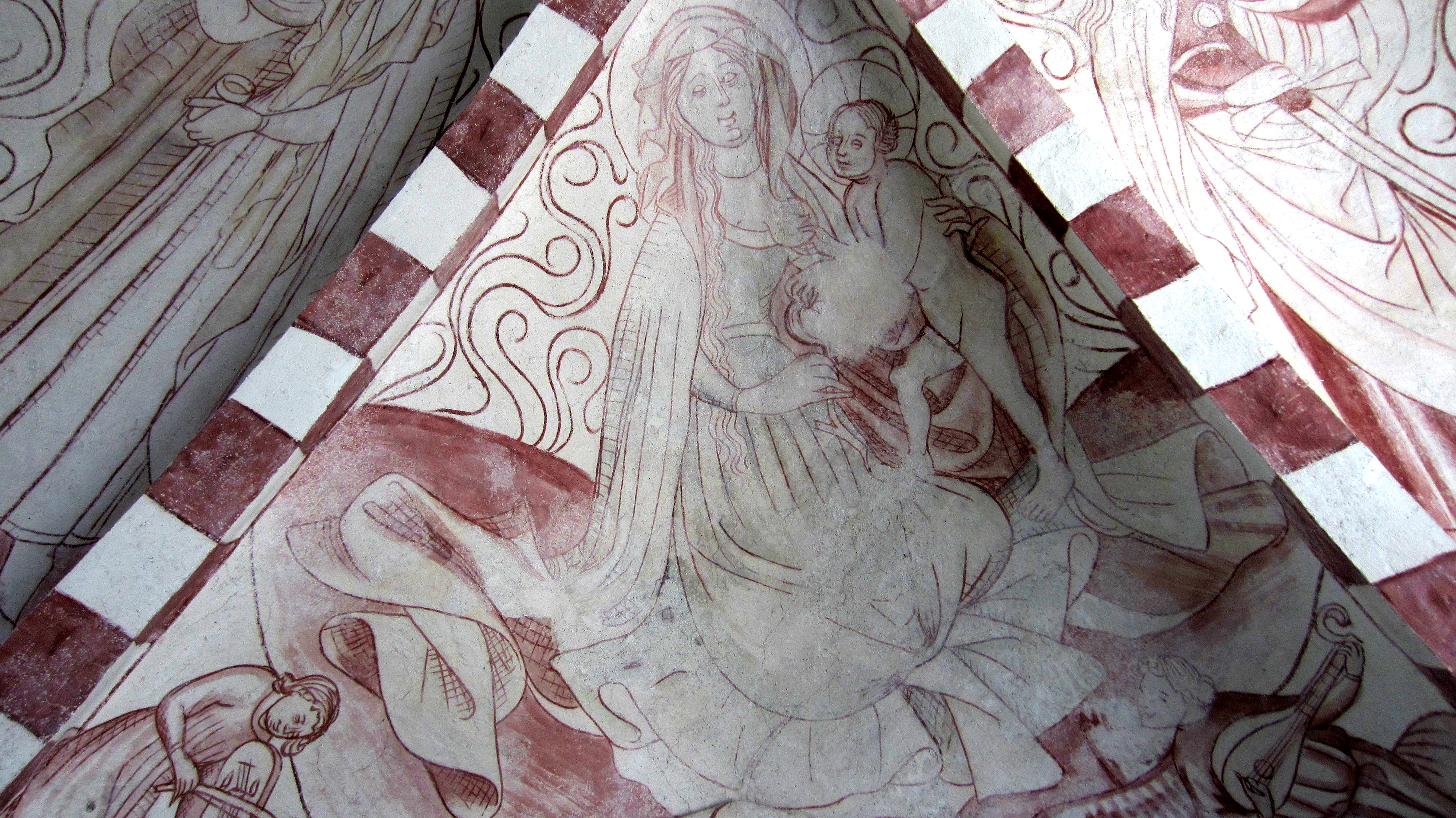
Valvmålningarna scen 21.

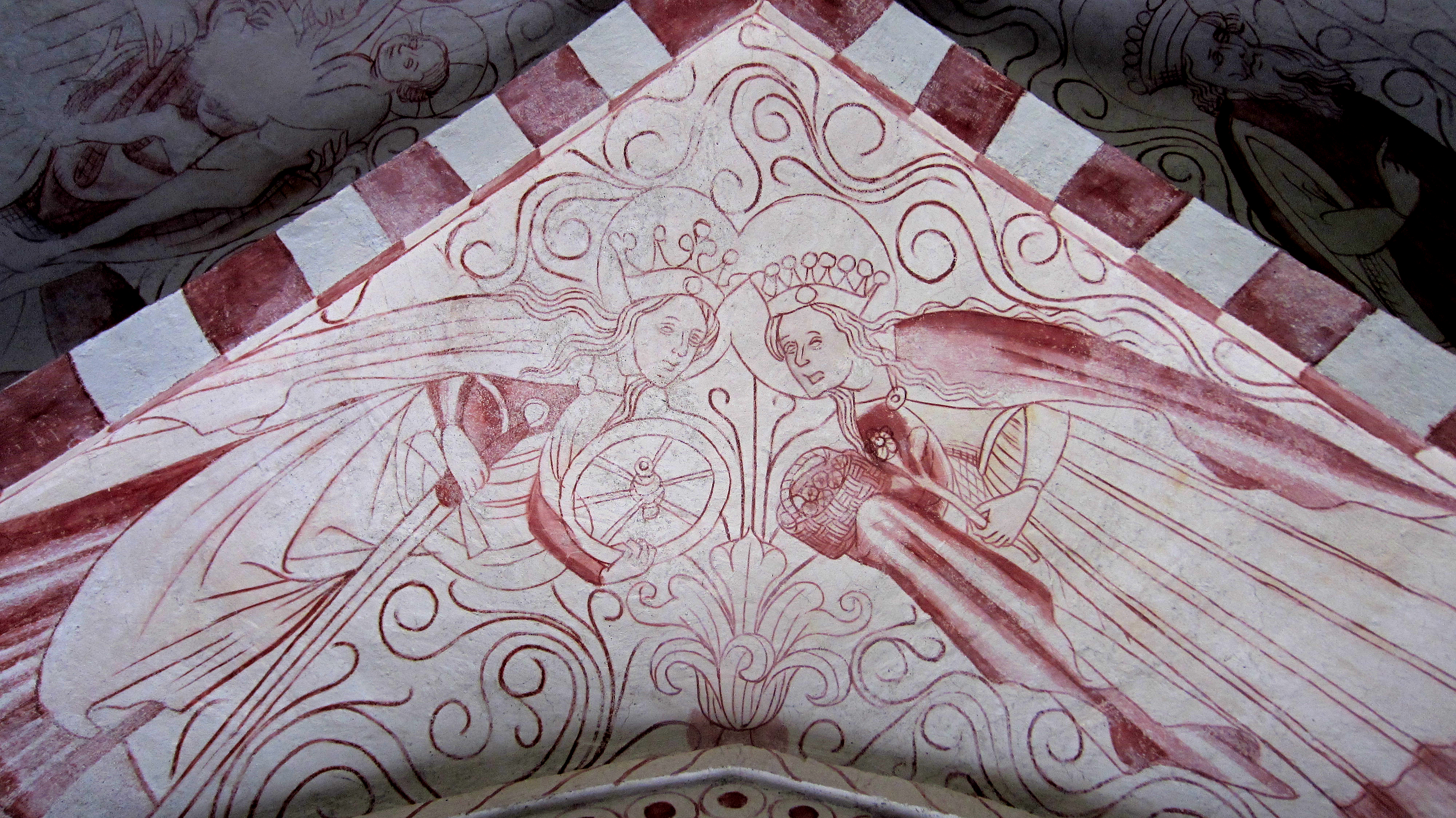
Valvmålningarna scen 22 och 23.

I början av 1400-talet slogs valv i kyrkan, antagligen kring 1440 då valven också försågs de med målningar. Någon gång, troligtvis på 1700-talet, överkalkades valven och förblev så fram till början av 1980-talet. Målningarna togs fram av konservator Våga Lindell-Andersson 1980. Det visade sig att dessa målningar nästan helt saknar motstycke i någon annan skånsk eller dansk kyrka. Vissa likheter finns dock med den så kallade ”Unionsmästarens” målningar i Västra Sallerups kyrka. De är målade med en mycket vacker konturform som anknyter till en europeisk tradition. Från början har det varit färgtäckande målningar men i dag är det i stort sett endast konturerna som bevarats, övriga färger har bleknat bort. Konturteckningarna, som i dag är brunaktiga till färgen, har ändrat nyans genom åren. De var ursprungligen klart röda.
Kyrkan är helgad åt Maria och det är också hon som dominerar motiven i de medeltida kyrkmålningarna. I de tre medeltida valvens motiv kan man följa hennes historia. I det västra valvet berättar bilderna om Jesus som barn, i nästa valv om Jesus sista dagar och i korvalvet om hur Maria efter sin död upptagits som helgon i helgonskaran. Målningarna återger en kvinnlig aspekt där en del scener visar familjelivet på ett mycket personligt sätt. Sannolikt är de därför bekostade av en av de kvinnliga ägarna till det närbelägna Hovdala slott. 

### Det västra långhusvalvet: Marias glädjeämnen
1.  Bebådelsen. Enligt den ikonografiska medeltidstraditionen i Västeuropa sitter Maria med en bönbok när hon får besök av ängeln Gabriel som meddelar att hon är havande med Jesus.
2.  De havande kvinnorna Marias och Elisabeth (Johannes döparens mor) möts.
3.  Jesus födelse. Bilden är unik i nordisk 1400-talskonst då den visar en realistisk bild av en dåtida kvinna efter förlossning. Maria sitter i en säng med ett vackert täcke och stödd av ett antal mjuka dunkuddar. Hon har just fått "barselgröten" och hennes uppasserska skall just servera henne två fiskar. Detta var den mat som en förlöst kvinna ofta skulle ha. Oxen och åsnan finns med i svag konturteckning. Josef avbildas som en halvsovande gammal man, bortvänd från Maria; ett vanligt ikonografiskt sätt att understryka Jesu gudomliga avelse. 
4.  De tre kungarnas tillbedjan. Ett signum för Brönnestadmålaren är att han visar Jesusbarnet stående utan karaktären av spädbarn.
5a-5b.  Jesus bärs fram i templet av Maria (5a) och tempelherrarna beskådar barnet (5b).
6.  Den heliga familjen. Detta är en för nordiska förhållande fullständigt unikt motiv. Maria syr på den klädnad som Jesus skulle bära hela livet och som enligt legenden blev större allteftersom Jesus växte. Det var också den klädnad som soldaterna spelade tärning om när Jesus korsfästes. Josef lär samtidigt Jesus gå med hjälp av en gåstol.
7.  Barnamorden i Betlehem. På order av Herodes mördas alla nyfödda barn i Betlehem i ett försök att döda Jesus.
8.  Maria och Josef flyr med Jesus till Egypten.
9a-9b.  Skördeundret. Legenden berättar att efter det att den heliga familjen under sin flykt passerat en åker där bönder just sått växte grödan genast upp så att de kunde börja skörda. När de förföljande soldaterna därför frågade bönderna om någon just passerat blev svaret: ”Här har ingen passerat sedan det såddes”
10.  Badvattenmiraklet. I de apokryfiska evangelierna finns flera olika berättelser om hur både barn och vuxna blivit botade genom kontakt med Jesus eller Maria. Motivet visar hur ett barn som var sjukt i spetälska blir friskt efter att ha badat i samma vatten som Jesus badat.

### Det östra långhusvalvet: Marias sorgeämnen
11.  Jesus instiftar nattvarden tillsammans med sina lärjungar. 
12.  Judas förråder Jesus genom att mottaga 30 silverpenningar.
13.  Jesus misshandlas av översteprästerna i templet.  
14-16.  Jesus förhörs av olika personer; av Hannas (14), av Kaifas (15) och slutligen av Pontus Pilatus (16).
17.  Jesus gisslas, fastbunden vid en påle.
18.  Man sätter en törnekrona på Jesus huvud och utnämner honom till judarna kung.
19.  Jesus bär sitt kors på väg mot avrättningsplatsen Golgata. 
20.  Jesus läggs i graven. Detta är också ett mycket ovanligt motiv i den nordiska medeltidskonsten och har i Brönnestads kyrkovalv fått ersätta scenen med Jesus på korset. Korsscenen brukar alltid vara ett centralt motiv i denna så kallade passionssvit, det vill säga motiv hämtade ur Jesus lidande. Troligtvis har ett större korsfästelsemotiv funnits på den norra långhusväggen men detta har gått förlorad när man tagit upp den stora öppningen in till kyrkans tillbyggnad i norr.

### Korvalvet: Maria tillsammans med andra helgon i himlen
21.  I korets östra valvkappa ses Maria och Jesus. Maria ger Jesus mjölk från sitt bröst, ett motiv som kallas ”Maria Lactans” och finns belagt redan från 250-talet i en fresk i Priscillkatakomberna i Rom. Jesus som spädbarn står upp vilket är ovanligt men återspeglar en mer naturtrogen bild av ett lekande barn. Maria saknar också krona och är härigenom återgiven som en vanlig kvinna. 
22-23.  På södra korkappan är avbildade två kvinnor. De bär inget huvuddok och är därför jungfrur. Sankta Katharina av Alexandria (22) bär sina attribut; hjulet och svärdet som hon plägades med vid sin martyrdöd. Sankta Dorothea (23) avbildas med en korg med äpplen och en rosenkvist. När Dorothea fördes till avrättningsplatsen kom en man fram till henne och sa att när hon träffade sin brudgum (Kristus) skulle hon som ett tecken skicka en korg med äpplen och rosor. Enligt legenden fick mannen senare denna korg. 
24-25.  I norra korkappan är avbildat två kvinnliga helgon. Heliga Birgitta av Vadstena (24) bär som attribut fjäderpennan, åsyftande hennes nedskrivna uppenbarelser. Den andra kvinnan (25) bär på en kyrka och detta kan enligt ikonografin åsyfta S:ta Gertrud. Eventuellt kan det också peka på Sankta Ingrid av Skänninge. Detta helgon blev, tillsammans med Birgitta, mycket populärt under 1400-talet. Den medeltida staden Skänninge ligger strax intill Vadstena i Östergötland.
26.  Sankt Laurentius, som håller det järngaller på vilket han blev grillad. Laurentius var Lunds stifts skyddshelgon.
27.  Sankt Olof. Detta helgon var ett av Nordens mest hyllade. Normalt bär han en yxa men i Brönnestad har han fått ett för 1400.-talet mera effektivt huggvapen, en hillebard.

## Bildgalleri

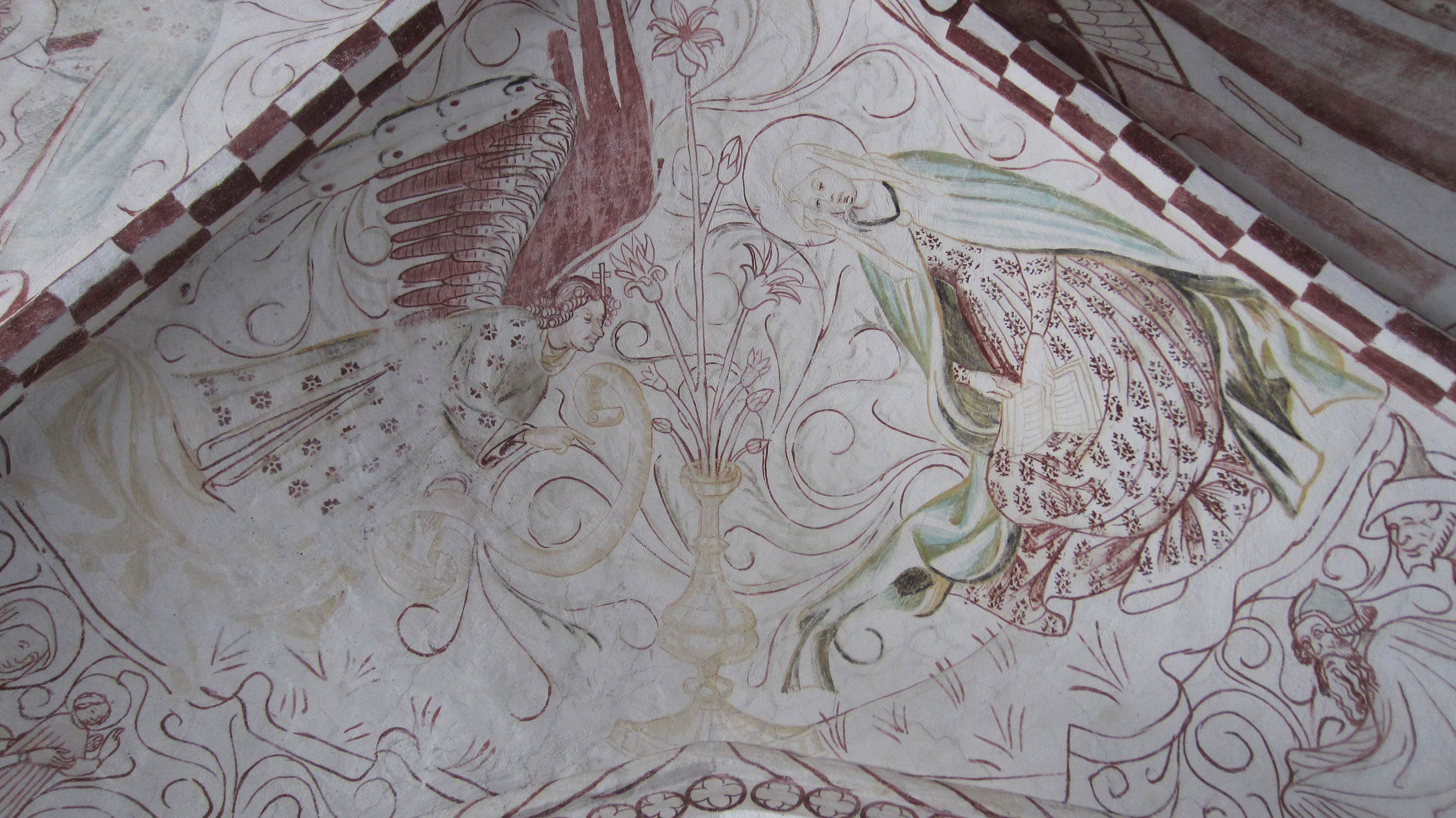
Valvmålningarna scen 1.
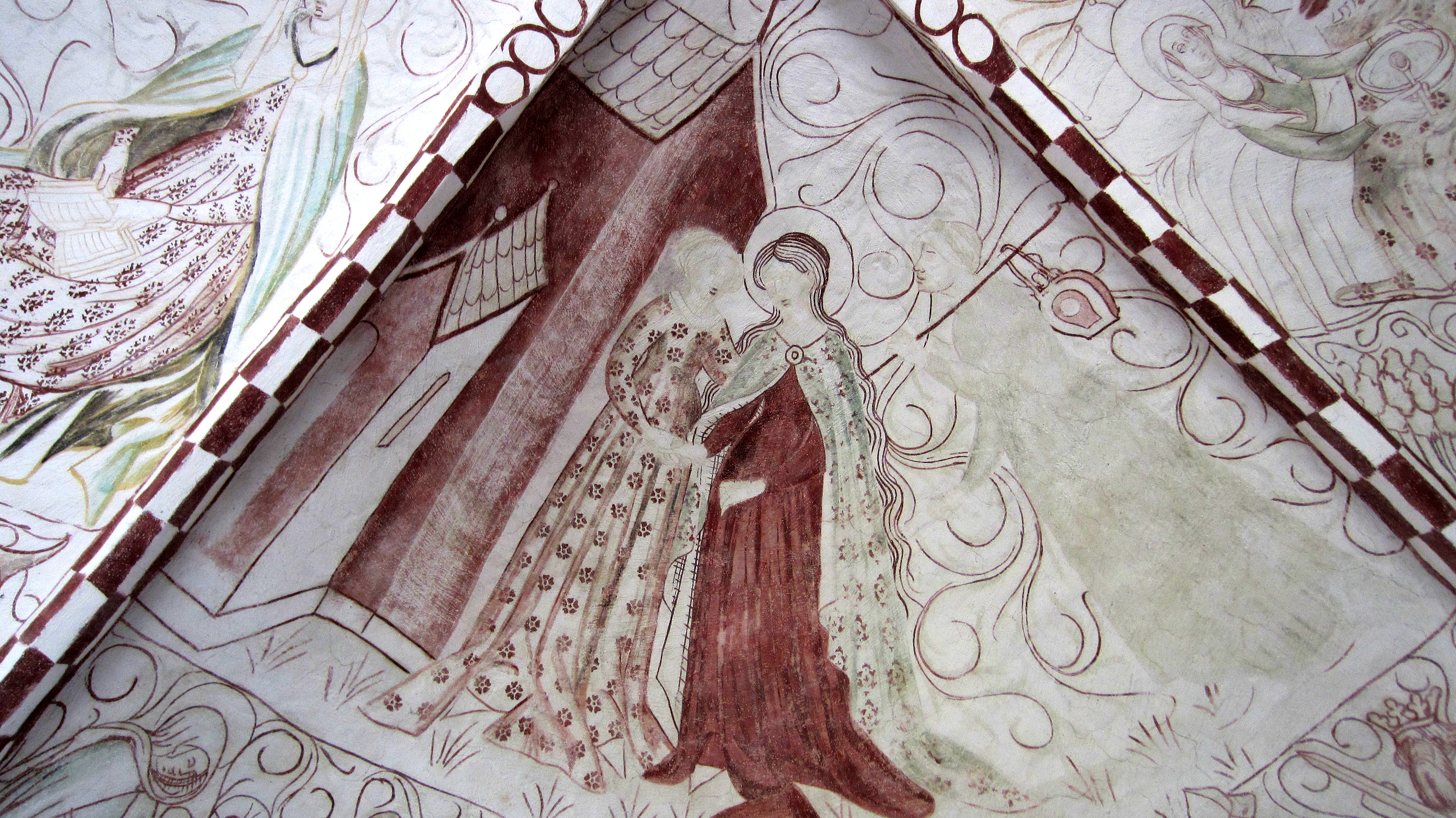
Valvmålningarna scen 2.
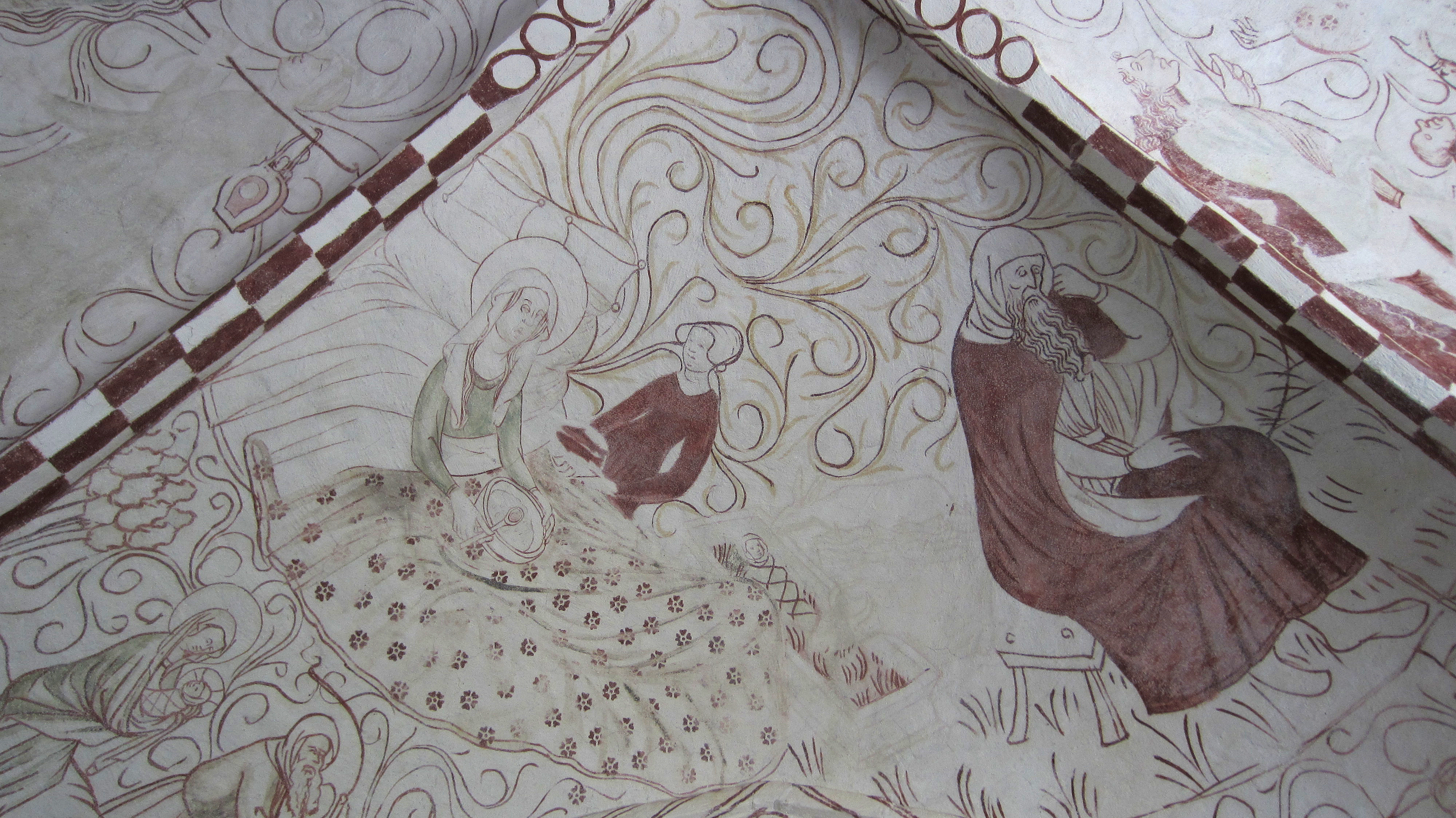
Valvmålningarna scen 3.
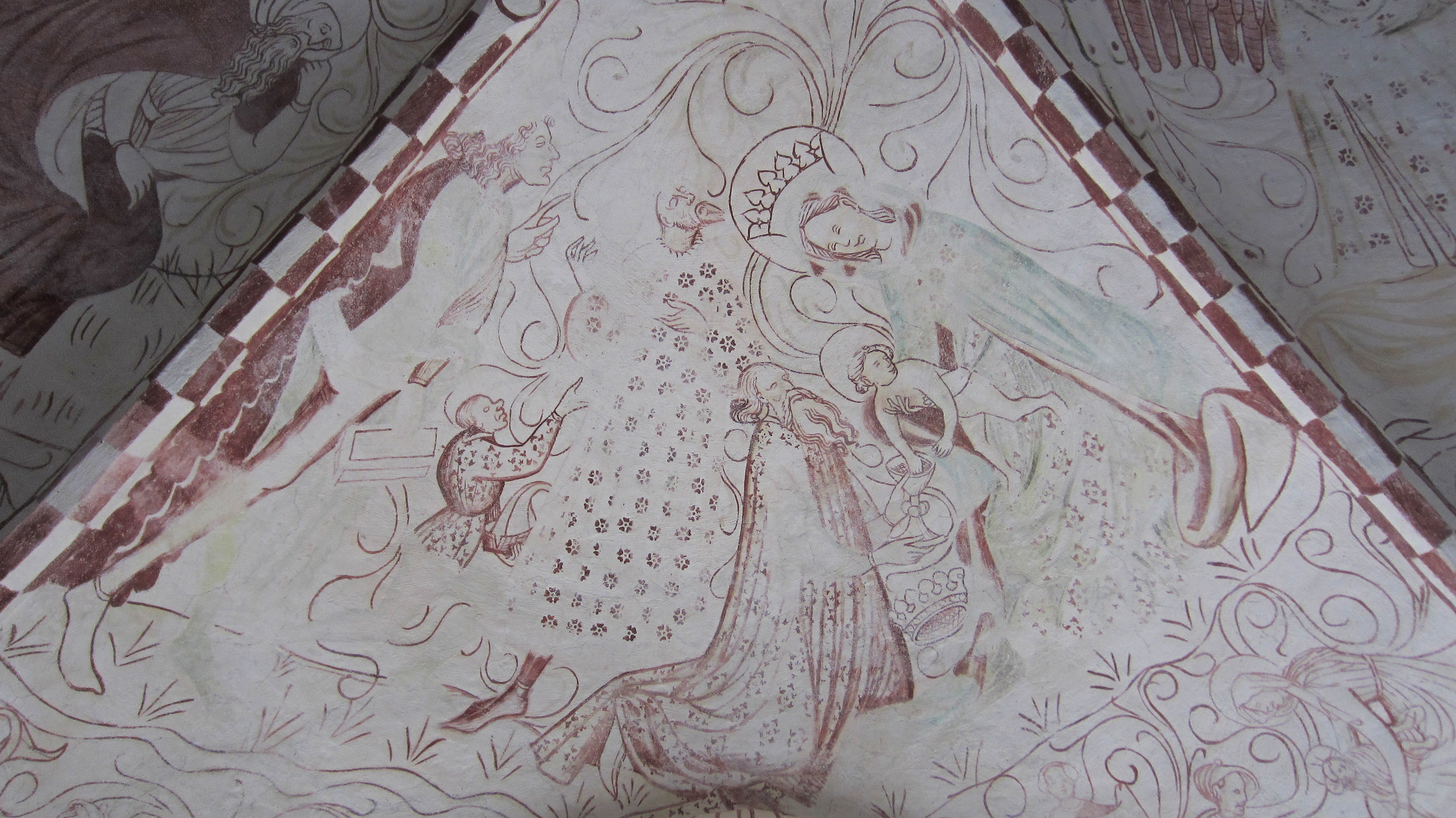
Valvmålningarna scen 4.
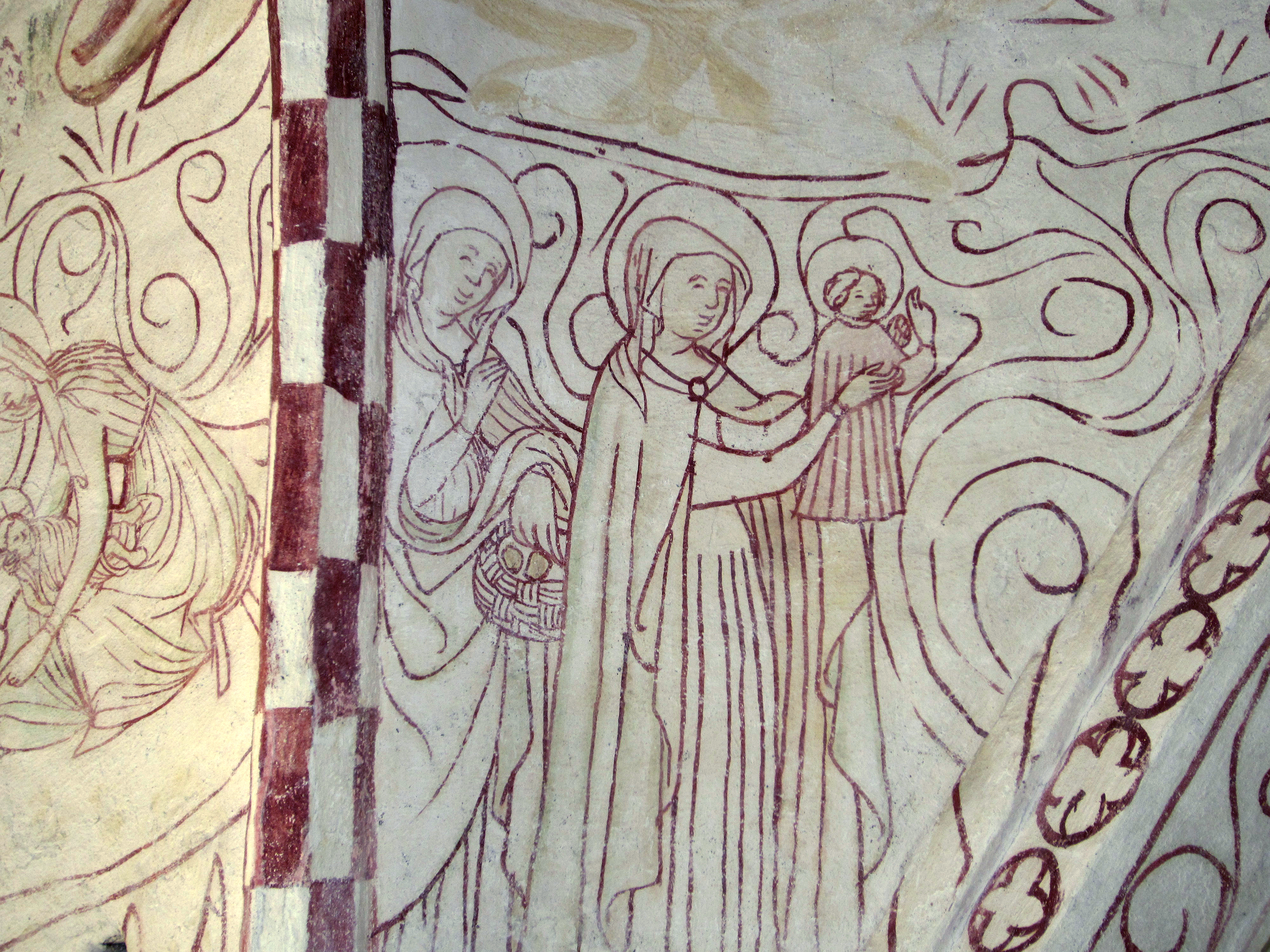
Valvmålningarna scen 5a.
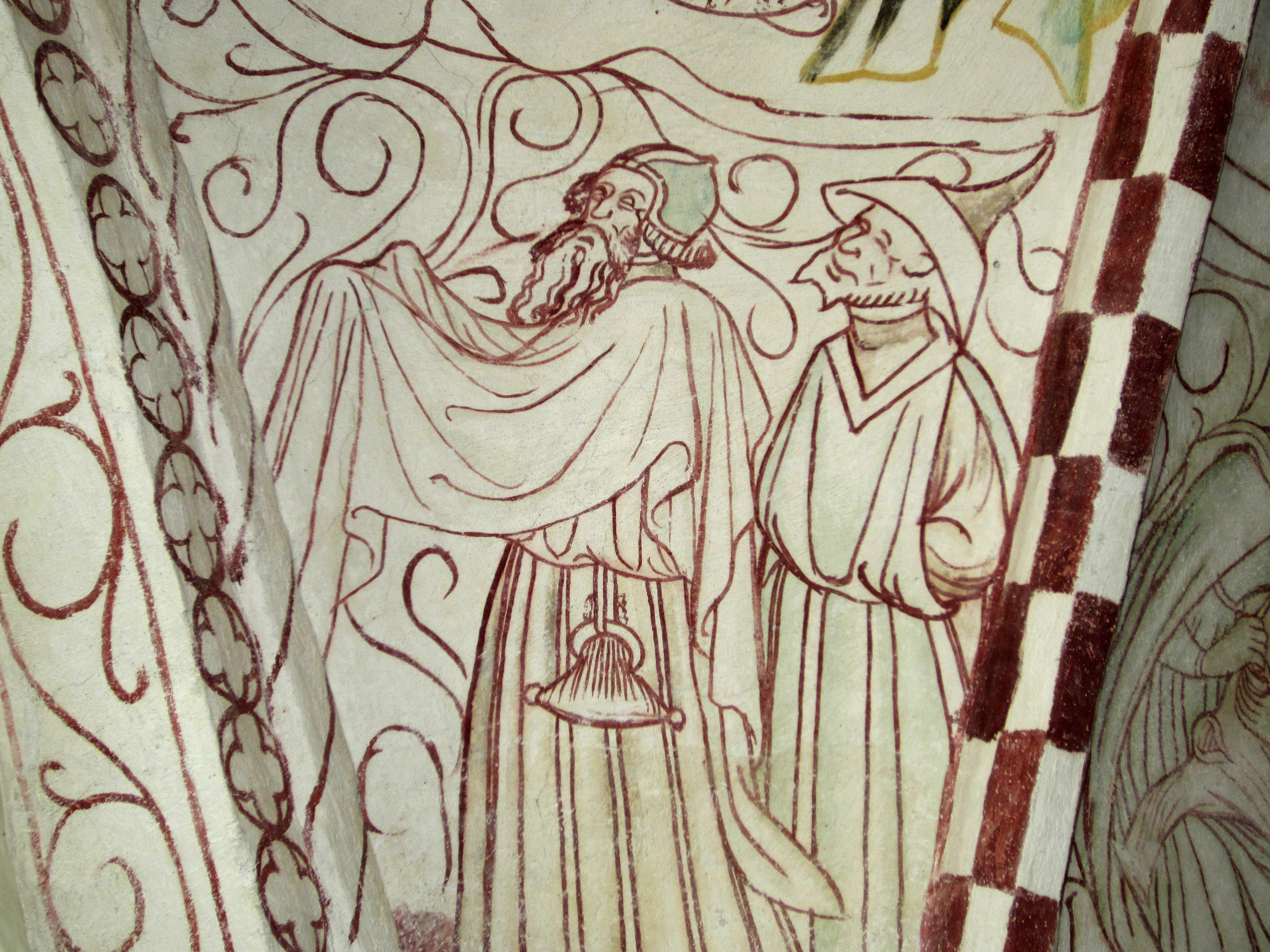
Valvmålningarna scen 5b.
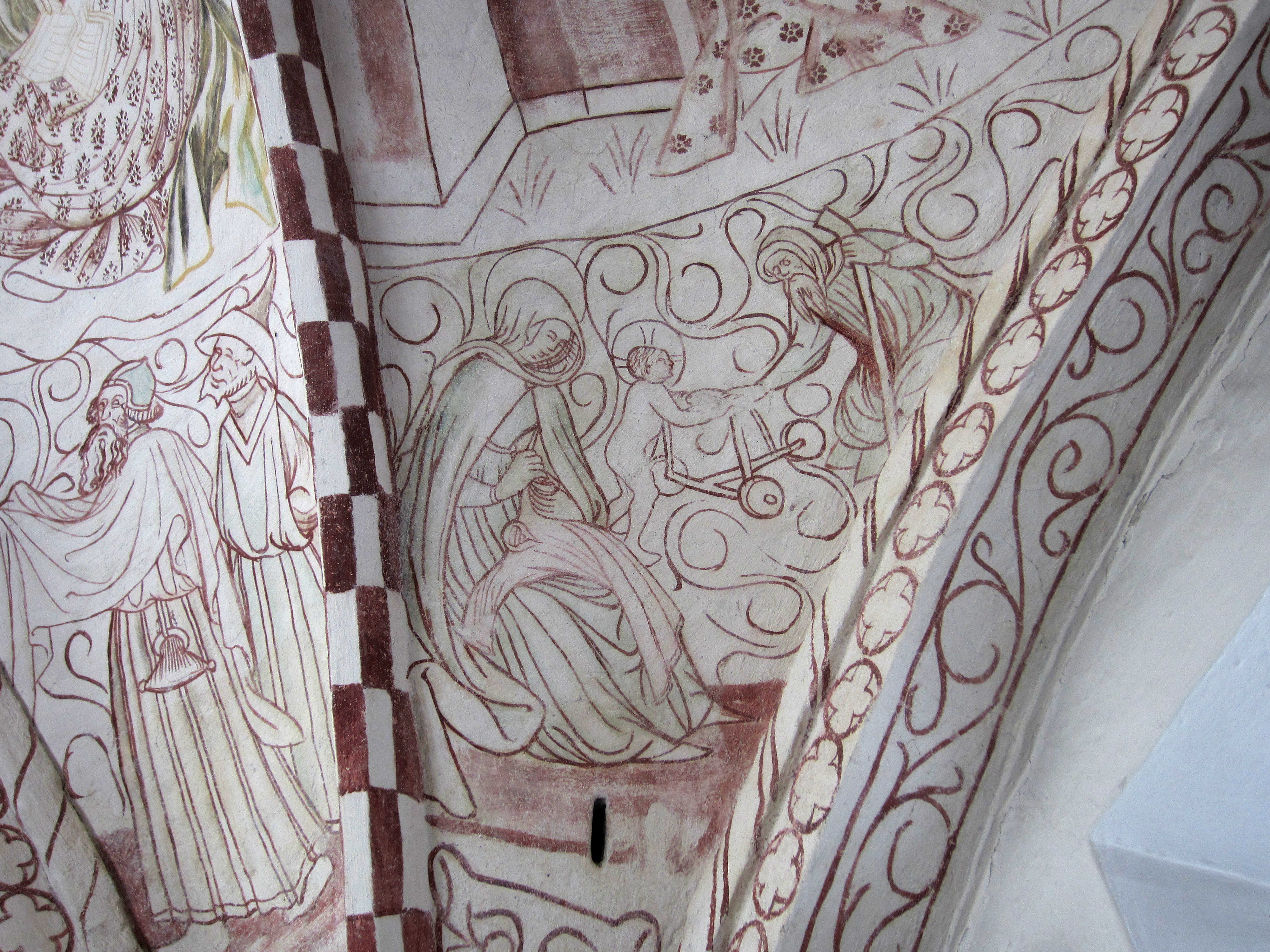
Valvmålningarna scen 6.
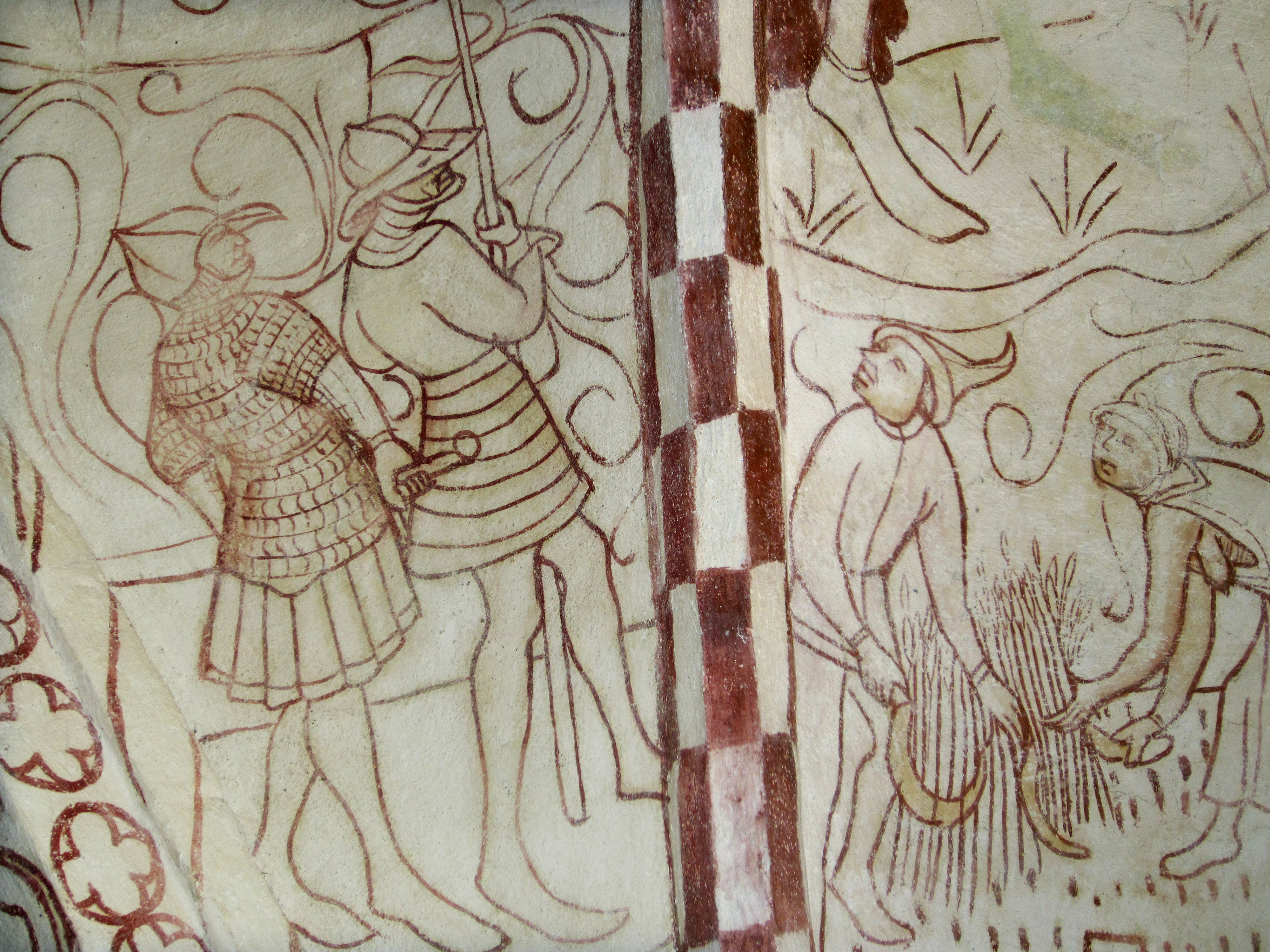
Valvmålningarna scen 9a och 9b.
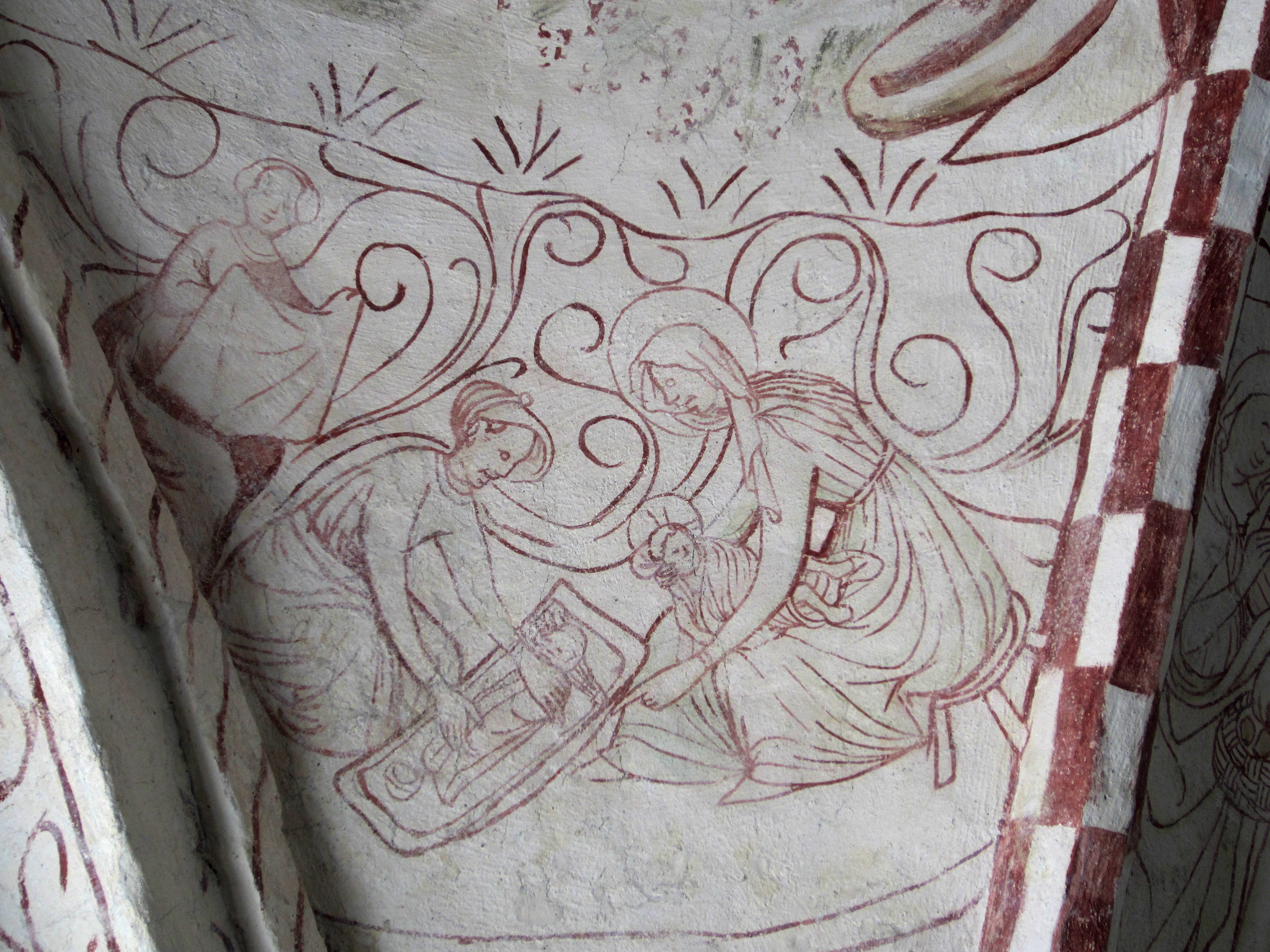
Valvmålningarna scen 10.
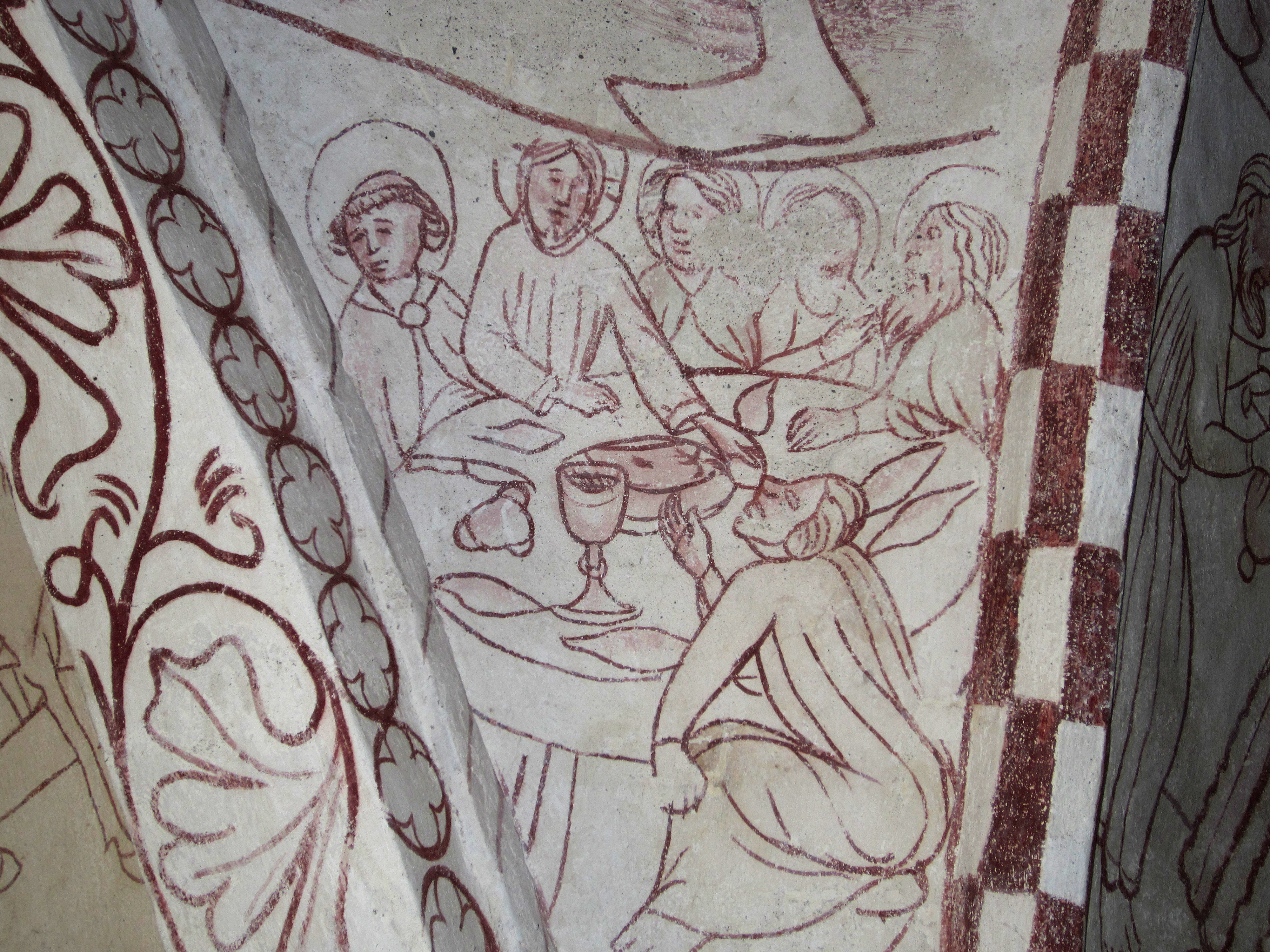
Valvmålningarna scen 11.
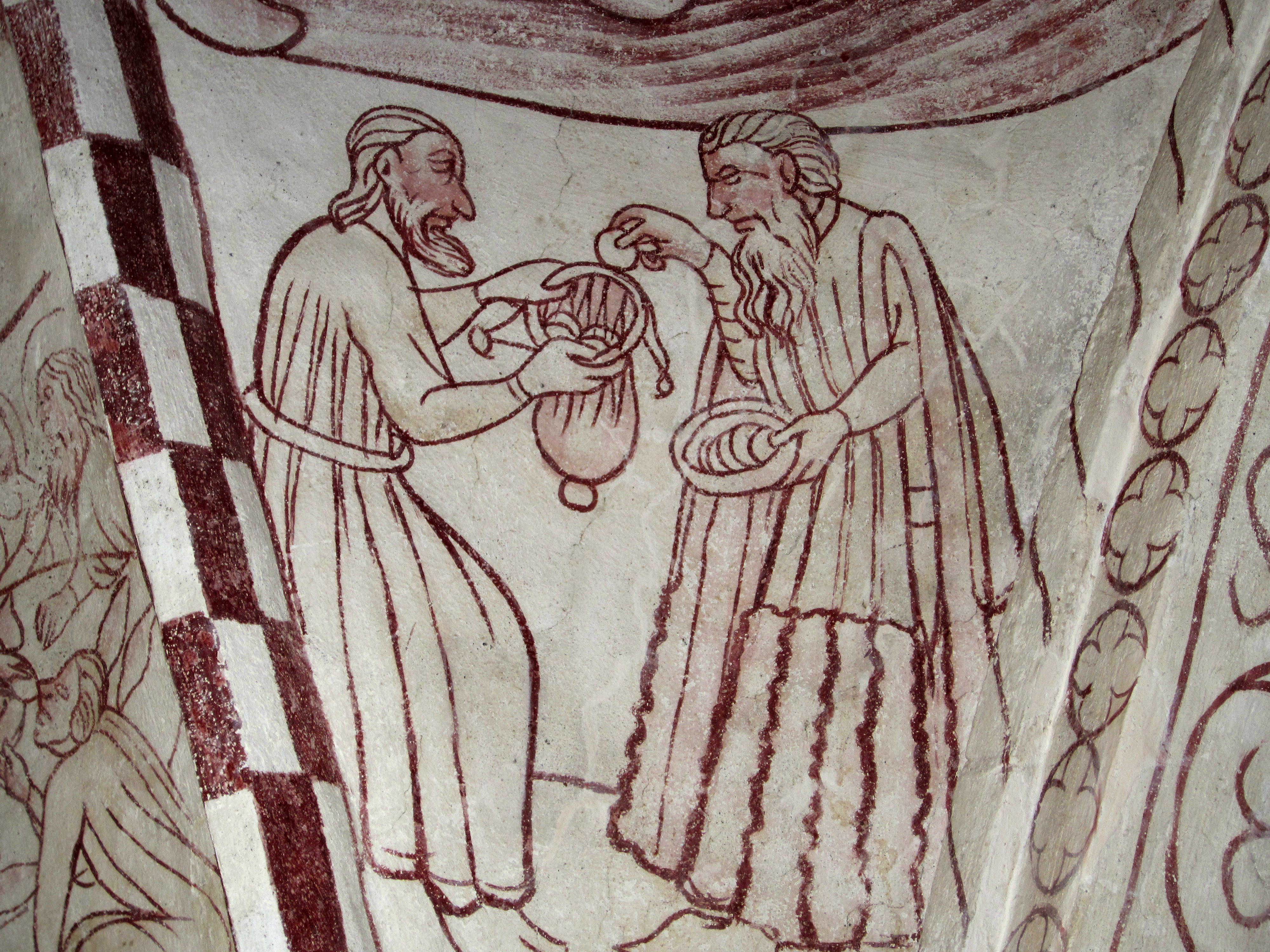
Valvmålningarna scen 12.
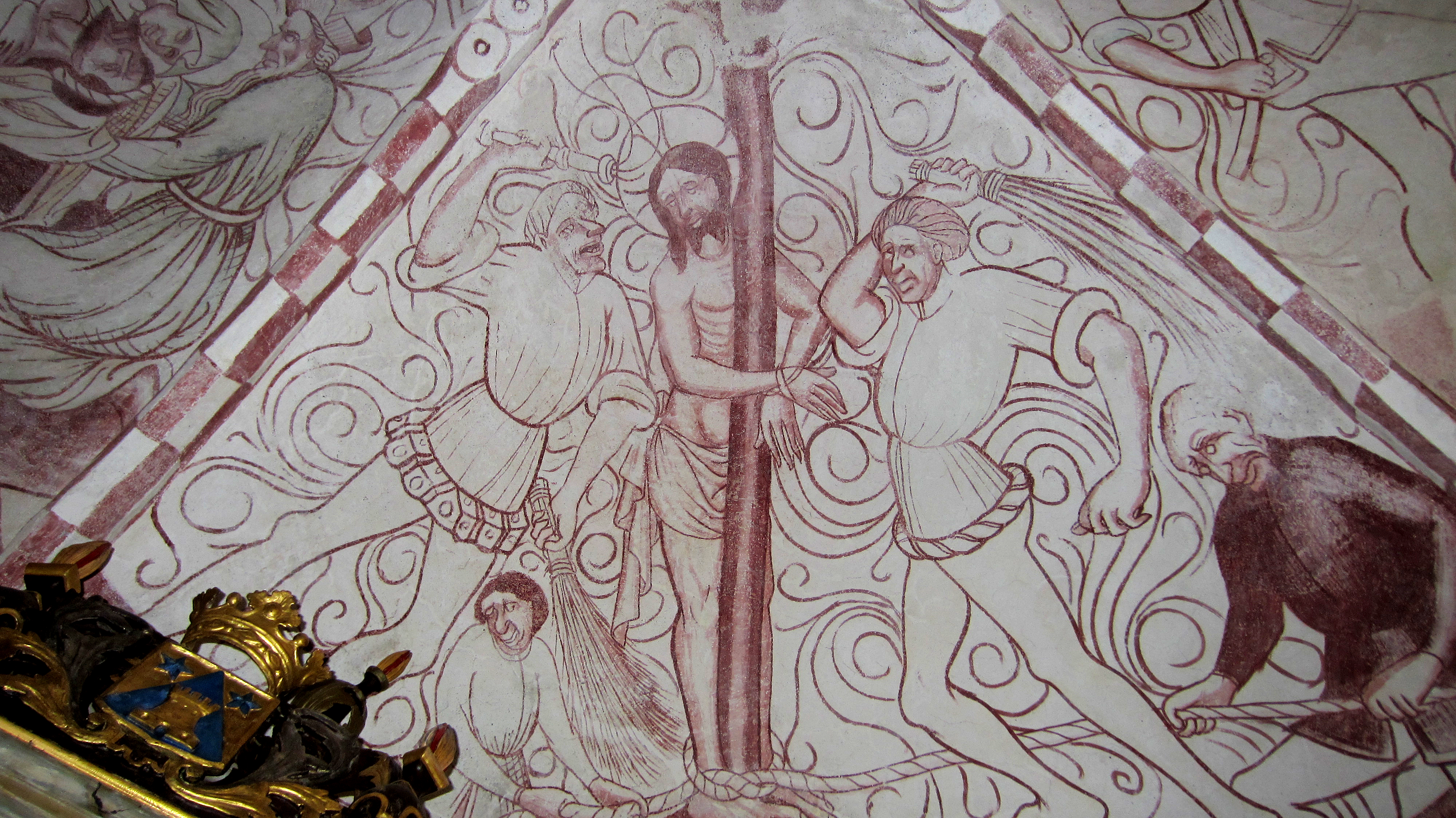
Valvmålningarna scen 17.
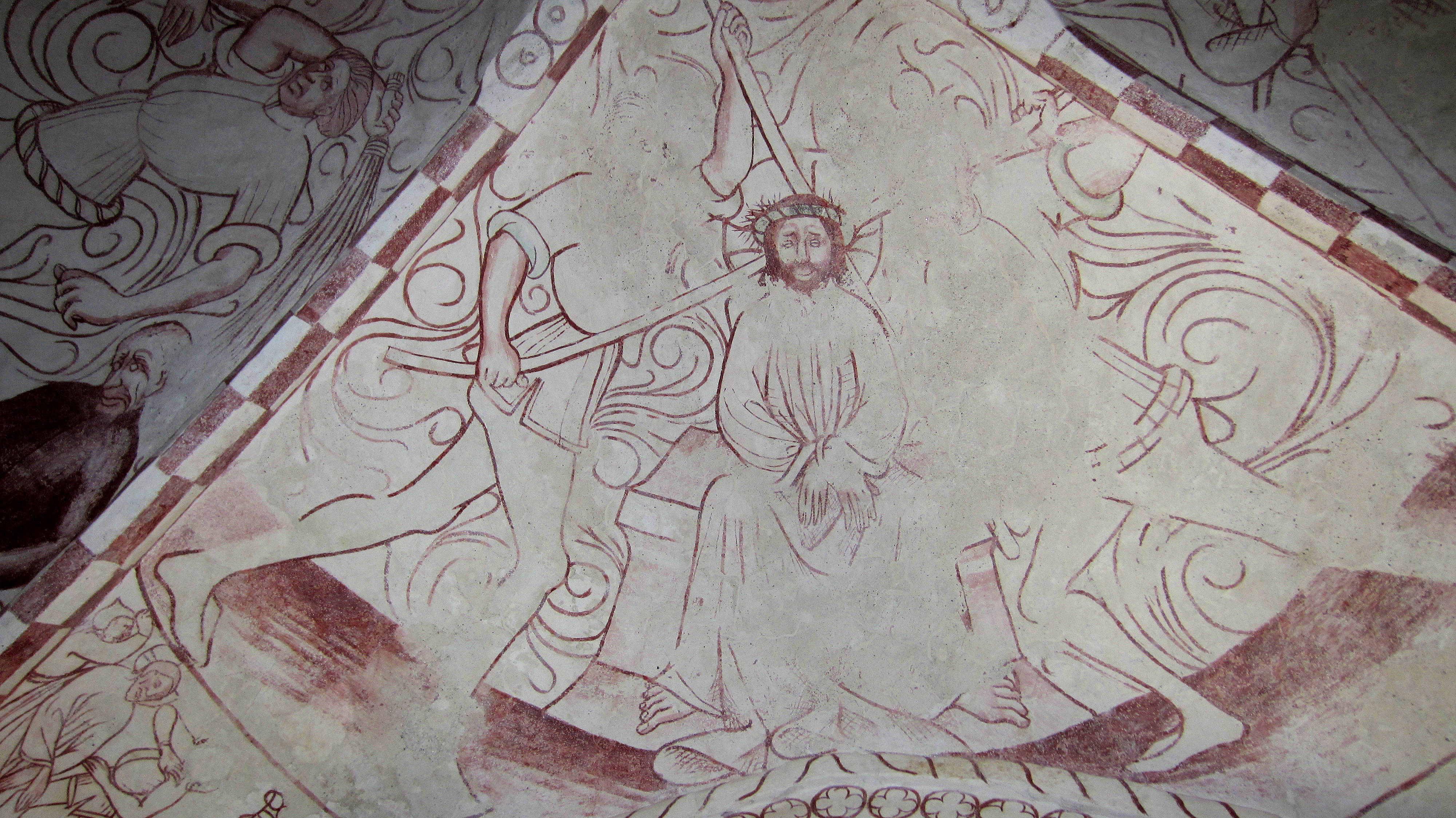
Valvmålningarna scen 18.
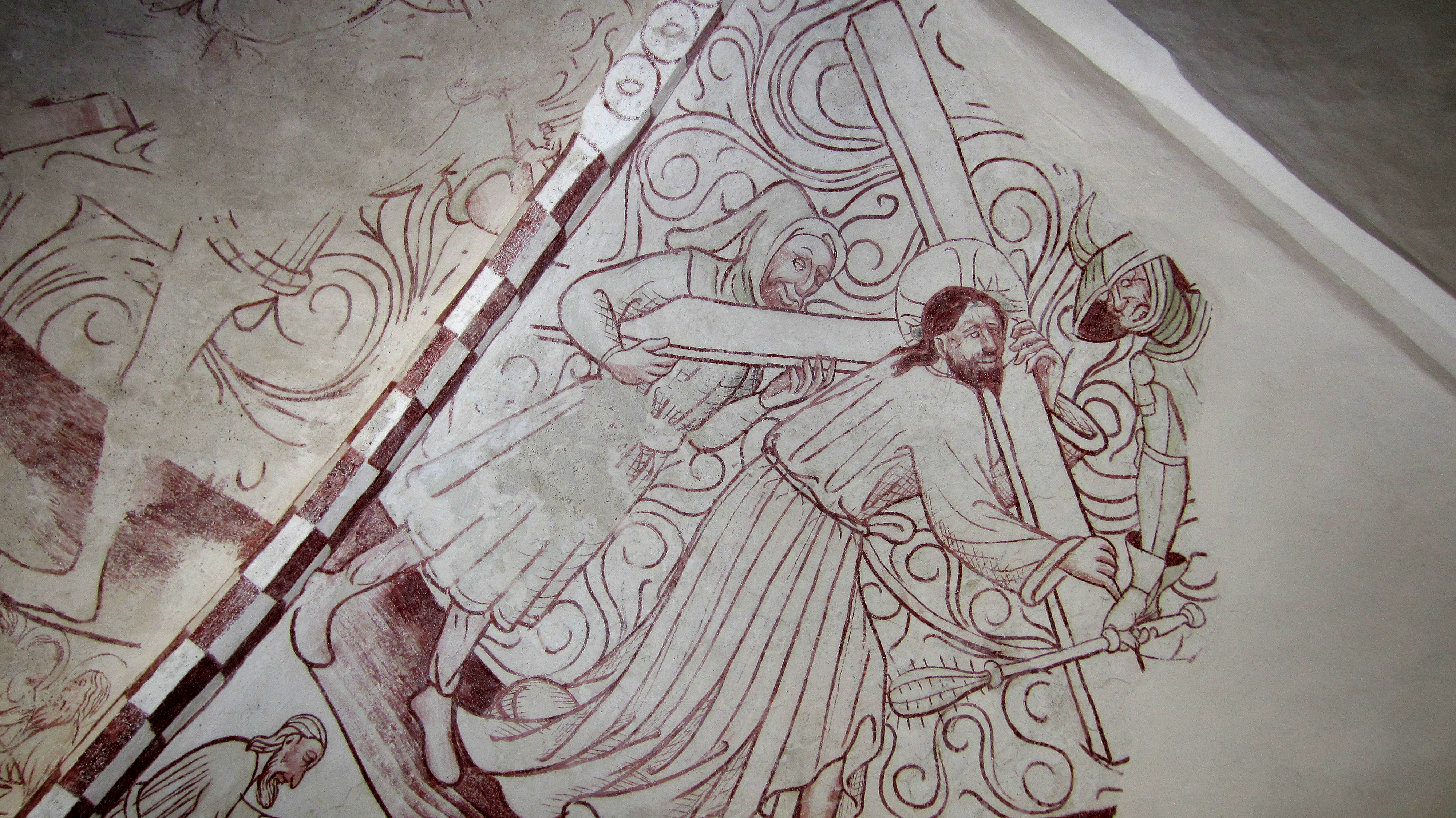
Valvmålningarna scen 19.
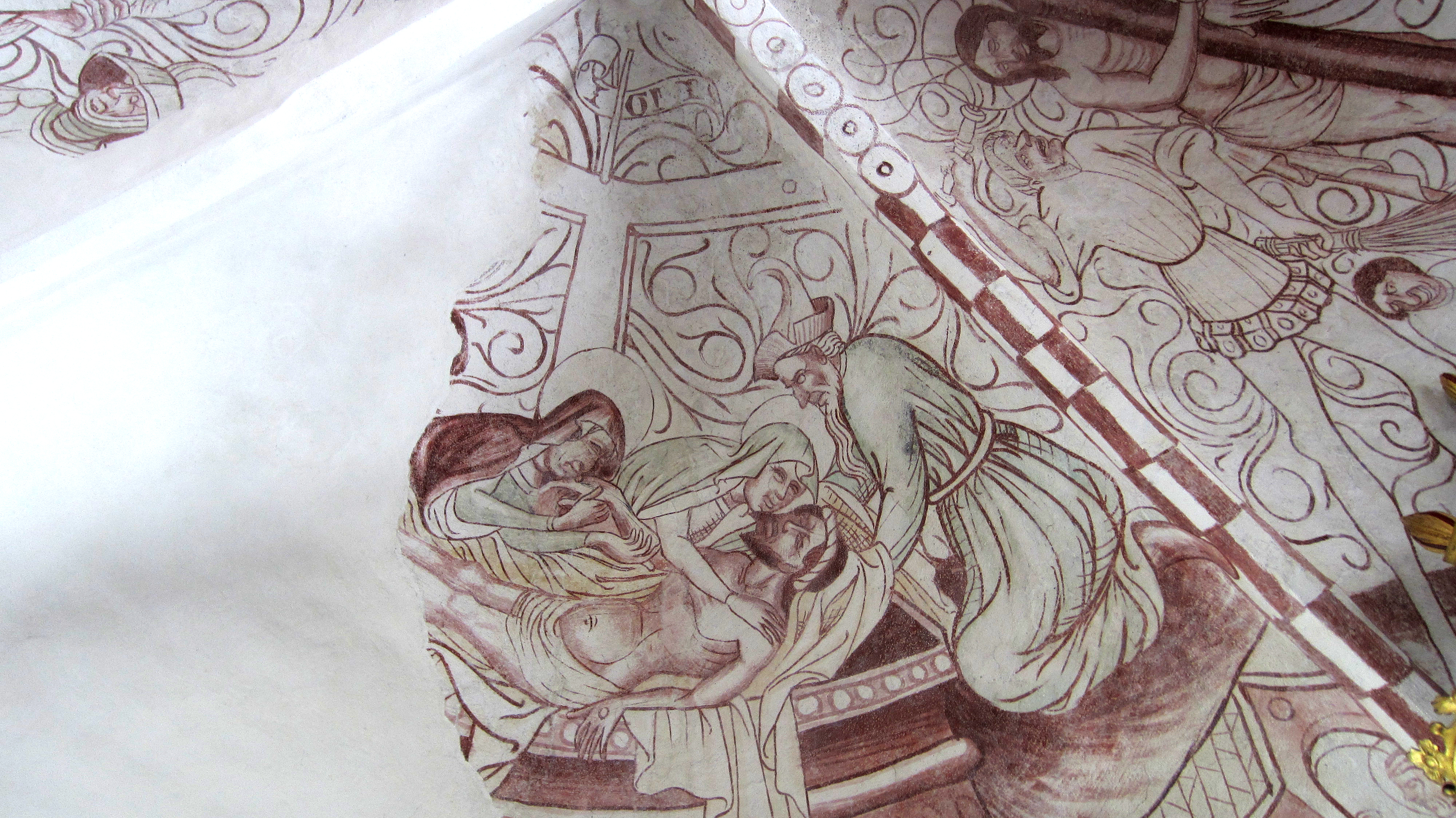
Valvmålningarna scen 20.
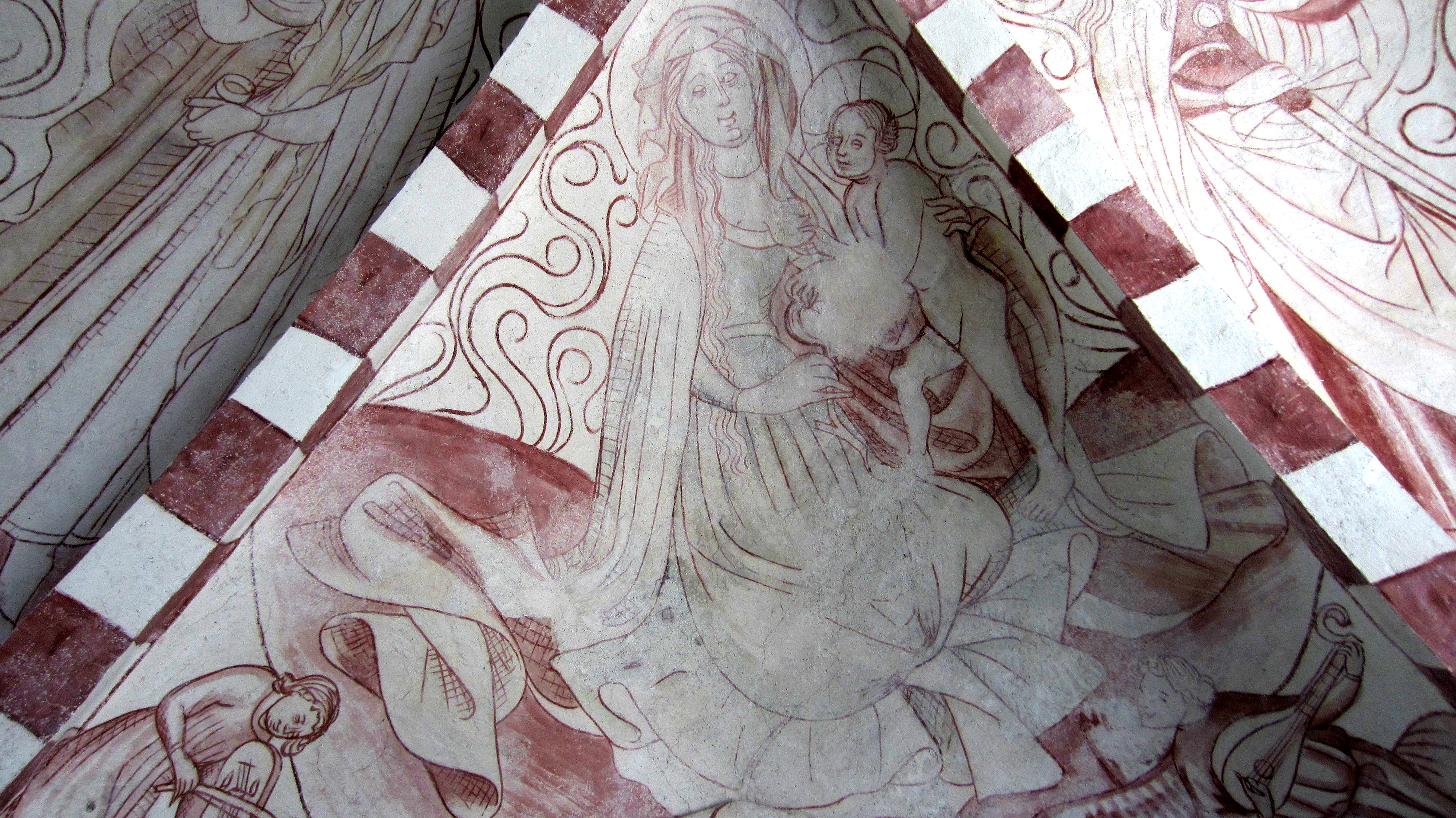
Valvmålningarna scen 21.
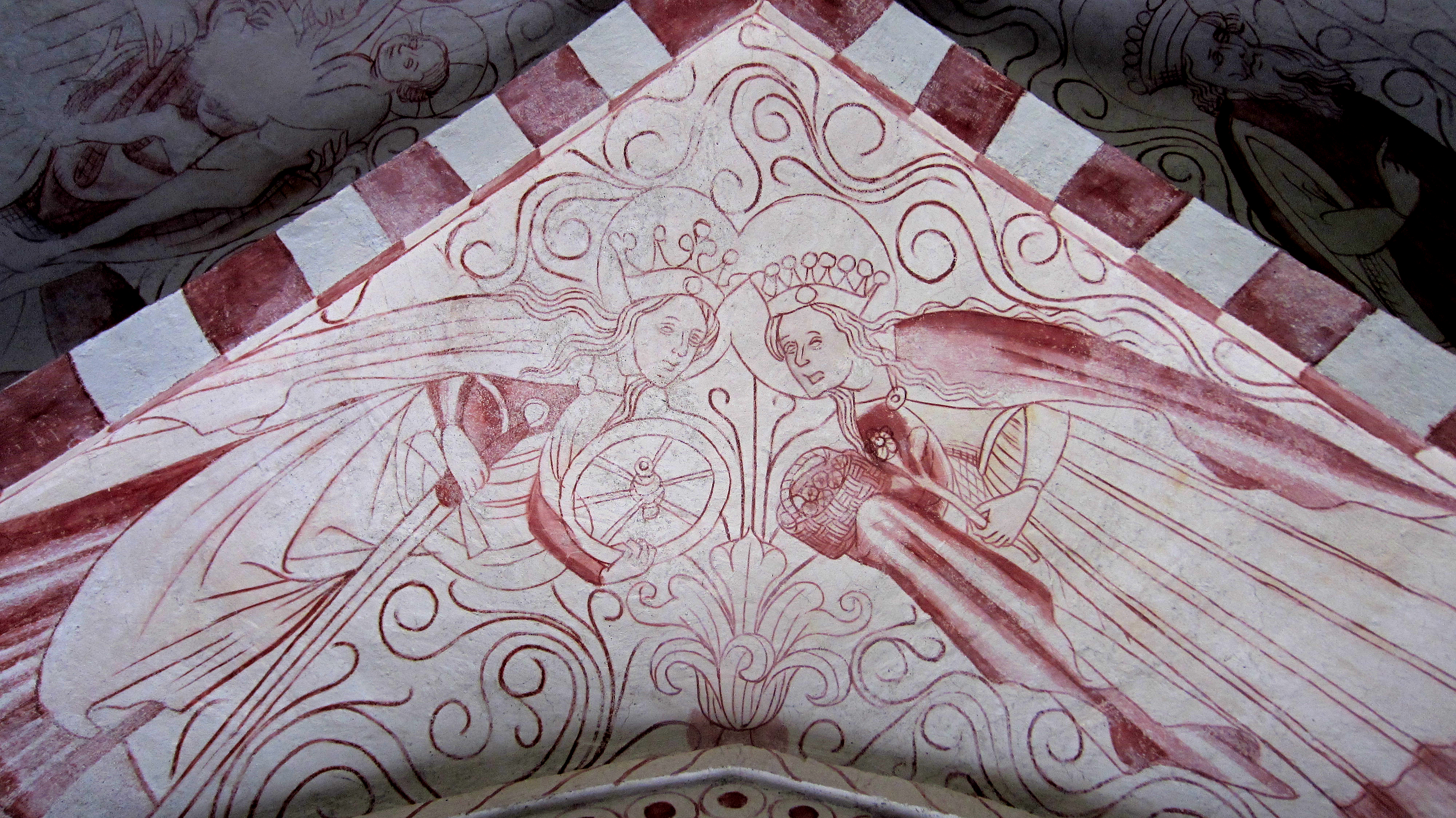
Valvmålningarna scen 22 och 23.
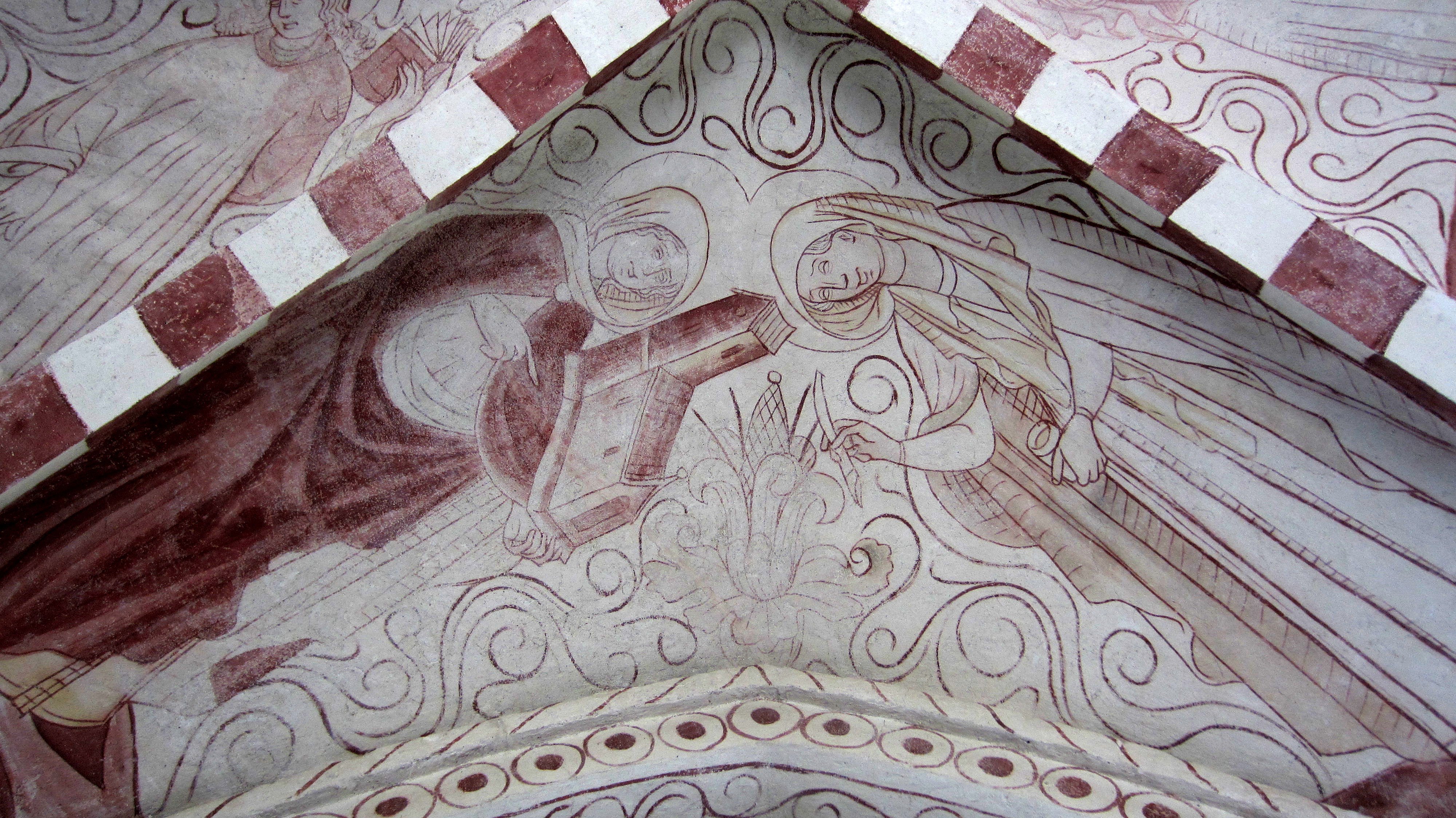
Valvmålningarna scen 24 och 25.
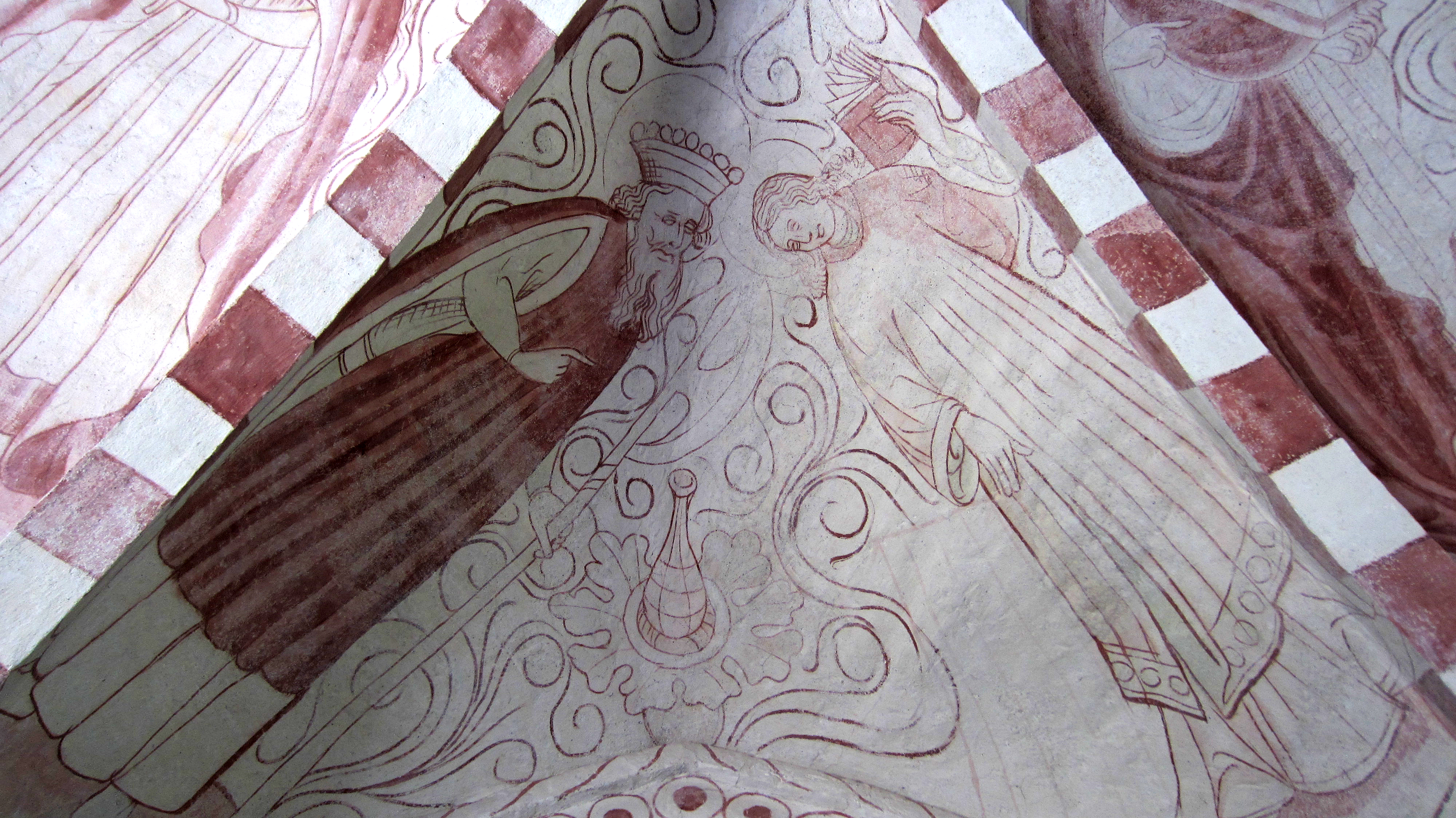
Valvmålningarna scen 26 och 27.
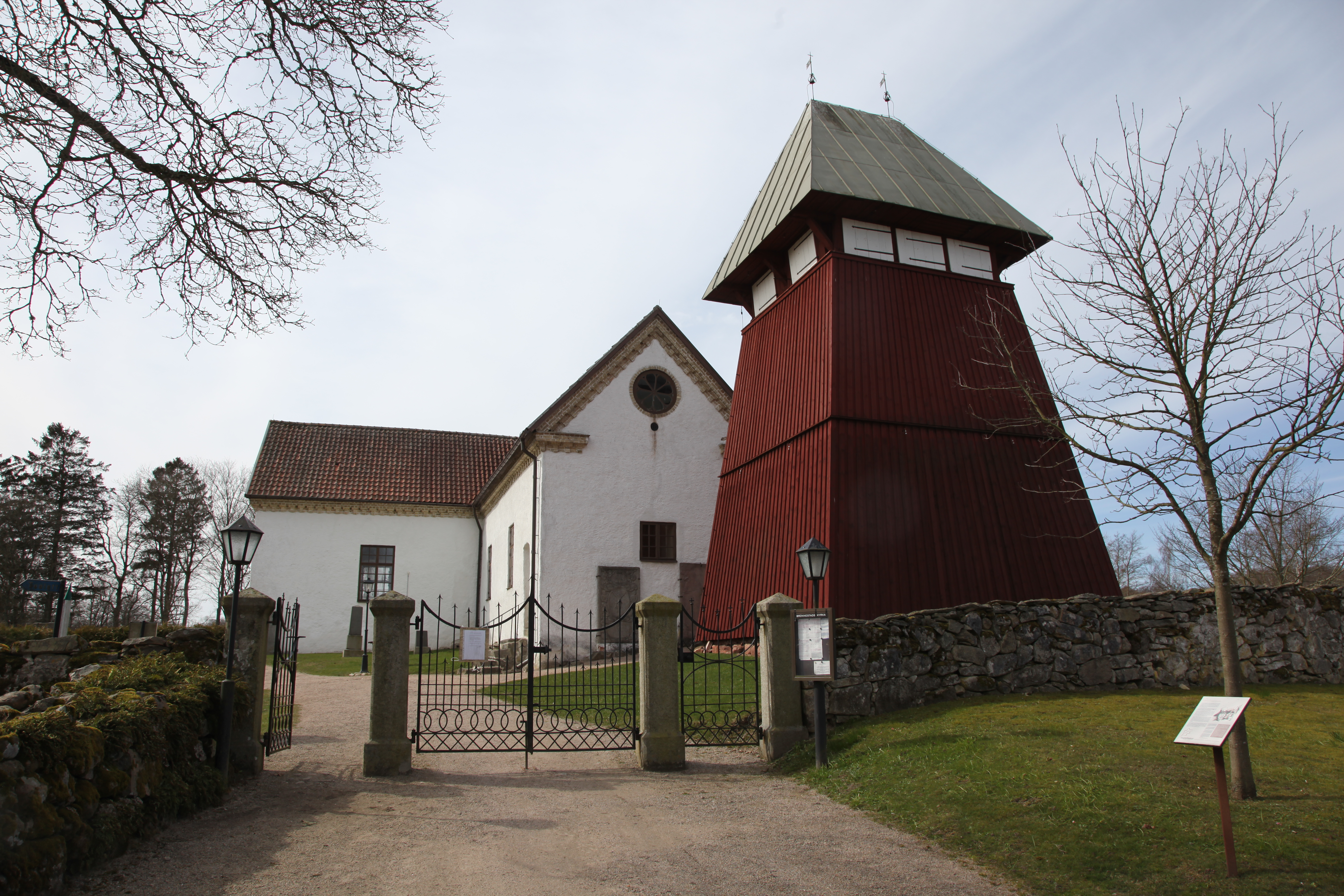
Brönnestads kyrka från öster.